# Apple Inc.
Apple Inc. là một tập đoàn công nghệ đa quốc gia của Hoa Kỳ chuyên về thiết kế và phát triển các thiết bị điện tử tiêu dùng, phần mềm máy tính cùng dịch vụ trực tuyến có trụ sở chính đặt tại Cupertino, California. Đây là một trong năm công ty lớn của ngành công nghệ thông tin Hoa Kỳ cùng với Amazon, Google, Microsoft và Meta. Các dòng sản phẩm phần cứng của hãng bao gồm điện thoại thông minh iPhone, máy tính bảng iPad, máy tính xách tay MacBook, máy tính cá nhân Mac, máy nghe nhạc di động iPod, đồng hồ thông minh Apple Watch, máy phát đa phương tiện kỹ thuật số Apple TV, tai nghe không dây AirPods, tai nghe AirPods Max và loa thông minh HomePod. Phần mềm của Apple bao gồm hệ điều hành macOS, iOS, iPadOS, watchOS và tvOS, trình phát đa phương tiện iTunes, trình duyệt web Safari, mã nhận dạng nhạc Shazam, gói làm việc năng suất và sáng tạo iLife và iWork, cũng như các ứng dụng chuyên nghiệp khác như Final Cut Pro, Logic Pro và Xcode. Các dịch vụ trực tuyến bao gồm iTunes Store, iOS App Store, Mac App Store, Apple Arcade, Apple Music, Apple TV +, iMessage và iCloud. Các dịch vụ khác bao gồm Apple Store, Genius Bar, AppleCare, Apple Pay, Apple Pay Cash và Apple Card.
Apple được Steve Jobs, Steve Wozniak và Ronald Wayne thành lập vào tháng 4 năm 1976 để phát triển và bán máy tính cá nhân Apple I của Wozniak, mặc dù Wayne đã bán lại cổ phần của mình trong vòng 12 ngày. Nó được hợp nhất thành Apple Computer, Inc., vào tháng 1 năm 1977, và doanh số bán máy tính của nó, bao gồm cả Apple I và Apple II, đã tăng lên nhanh chóng.
Jobs và Wozniak đã thuê một nhân viên thiết kế máy tính và có một dây chuyền sản xuất bắt đầu từ ga ra của Jobs. Apple ra mắt công chúng vào năm 1980 với thành công tài chính tức thì. Trong vài năm tiếp theo, Apple đã xuất xưởng những chiếc máy tính mới có giao diện người dùng đồ họa sáng tạo, chẳng hạn như Macintosh ban đầu vào năm 1984 và các quảng cáo tiếp thị của Apple cho sản phẩm của mình đã nhận được sự hoan nghênh rộng rãi. Tuy nhiên, giá sản phẩm cao và thư viện ứng dụng hạn chế đã gây ra nhiều vấn đề, cũng như tranh giành quyền lực giữa các giám đốc điều hành. Năm 1985, Wozniak rời Apple một cách thân thiện và vẫn là một nhân viên danh dự, trong khi Jobs từ chức để thành lập NeXT, dẫn theo một vài đồng nghiệp đi cùng.
Khi thị trường máy tính cá nhân mở rộng và phát triển trong suốt những năm 1990, Apple đã mất thị phần đáng kể vào tay sản phẩm độc quyền có giá thấp hơn của Microsoft Windows trên máy tính nhái Intel. Hội đồng quản trị đã tuyển dụng giám đốc điều hành Gil Amelio với nỗ lực kéo dài 500 ngày để phục hồi công ty đang gặp khó khăn về tài chính định hình lại công ty với việc sa thải, tái cấu trúc điều hành và tập trung vào sản phẩm. Ông đã dẫn dắt Apple mua NeXT vào năm 1997, giải quyết một chiến lược hệ điều hành thất bại và đưa Jobs trở lại.
Jobs giành lại vị thế lãnh đạo, trở thành CEO vào năm 2000. Apple đã nhanh chóng trở lại có lãi nhờ chiến dịch Hồi sinh Think different, xây dựng lại vị thế của Apple bằng cách ra mắt IMac vào năm 1998, mở chuỗi cửa hàng bán lẻ Apple Store vào năm 2001 và mua lại nhiều công ty để mở rộng danh mục phần mềm. Công ty đã được đổi tên thành Apple Inc. vào năm 2007, phản ánh sự tập trung vào thiết bị điện tử tiêu dùng và tung ra iPhone để đạt được thành công về tài chính và sự hoan nghênh quan trọng. Vào tháng 8 năm 2011, Jobs từ chức Giám đốc điều hành do biến chứng sức khỏe và Tim Cook trở thành Giám đốc điều hành mới. Hai tháng sau, Jobs qua đời, đánh dấu sự kết thúc một kỷ nguyên của công ty. Vào tháng 6 năm 2019, Jony Ive, CDO của Apple, rời công ty để thành lập công ty riêng của mình, nhưng tuyên bố sẽ làm việc với Apple với tư cách là khách hàng chính.
Tổng doanh thu hàng năm của Apple trên toàn thế giới đạt 274,5 USD tỷ cho năm tài chính 2020. Apple là công ty công nghệ lớn nhất thế giới theo doanh thu và là một trong những công ty giá trị nhất thế giới. Đây cũng là nhà sản xuất điện thoại di động lớn thứ ba thế giới sau Samsung và Huawei. Vào tháng 8 năm 2018, Apple đã trở thành công ty Hoa Kỳ giao dịch công khai đầu tiên được định giá trên 1 nghìn tỷ đô la  và chỉ hai năm sau, vào tháng 8 năm 2020, trở thành công ty đầu tiên trị giá 2 nghìn tỷ đô la Mỹ. Apple sử dụng 147.000 nhân viên toàn thời gian và duy trì 510 cửa hàng bán lẻ tại 25 quốc gia Tính đến  năm 2020. Nó vận hành ITunes Stores, là nhà bán lẻ âm nhạc lớn nhất thế giới. Tính đến  tháng 1 năm 2020, hơn 1,5 tỷ sản phẩm của Apple đang được sử dụng tích cực trên toàn thế giới. Công ty cũng có mức độ trung thành với thương hiệu cao và được xếp hạng là thương hiệu có giá trị nhất thế giới. Tuy nhiên, Apple nhận được nhiều lời chỉ trích liên quan đến hoạt động lao động của các nhà thầu, các hoạt động môi trường và các hoạt động kinh doanh phi đạo đức, bao gồm cả hành vi chống cạnh tranh, cũng như nguồn gốc của nguyên liệu gốc.

## Lịch sử

### 1976–1984: Thành lập công ty

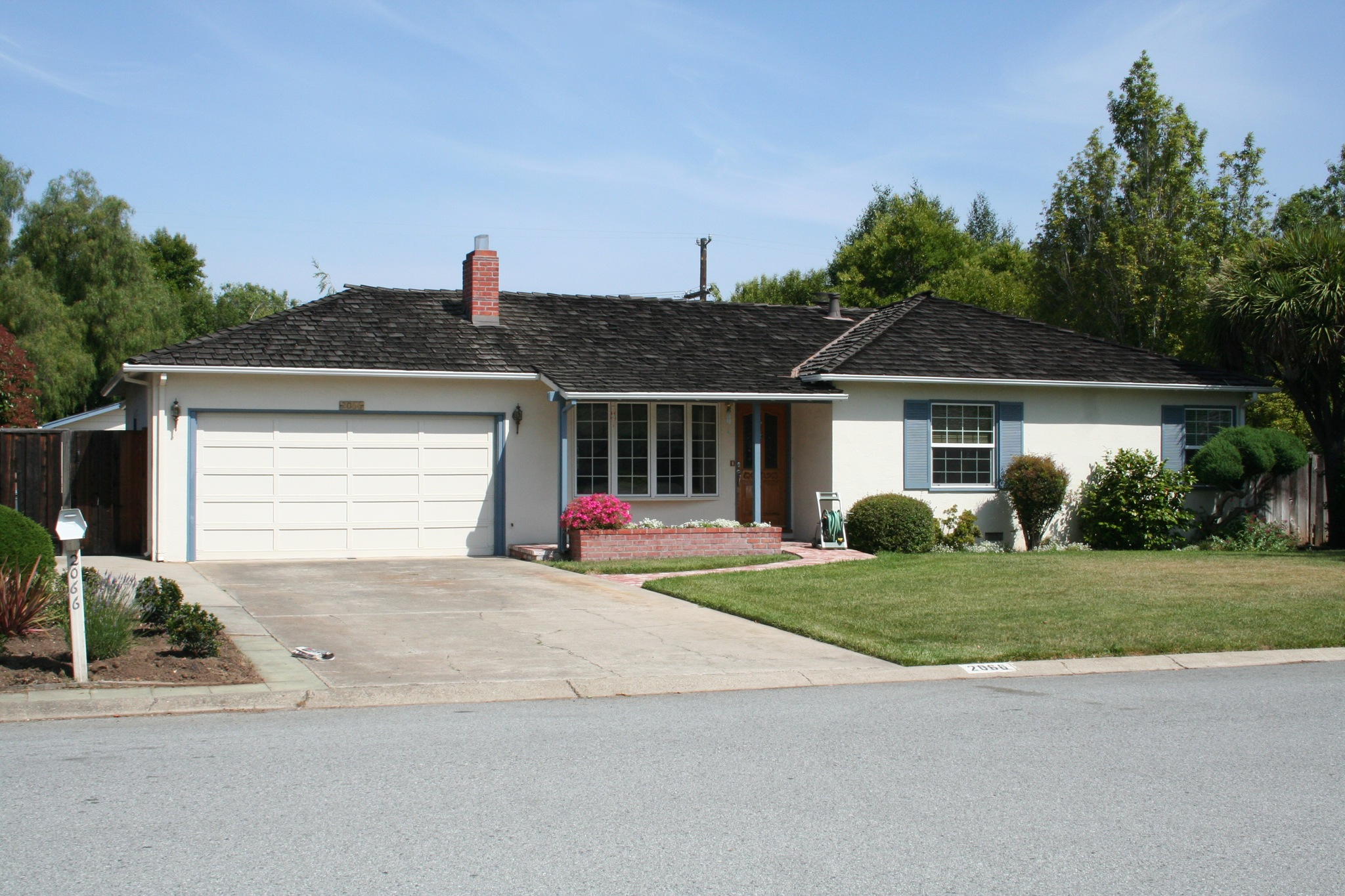
Năm 1976, Steve Jobs đồng sáng lập Apple tại nhà của cha mẹ ông trên đường Crist Drive ở Los Altos, California. Mặc dù người ta tin rằng công ty được thành lập trong nhà để xe của ngôi nhà, đồng sáng lập Apple Steve Wozniak đã gọi nó là "một chút hoang đường". Tuy nhiên, Jobs và Wozniak đã chuyển một số hoạt động sang nhà để xe khi phòng ngủ trở nên quá chật.

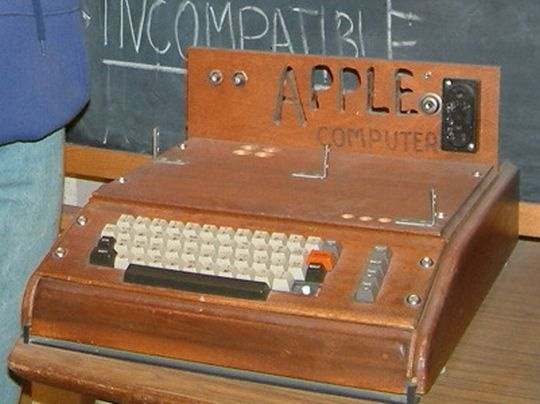
Apple I, sản phẩm đầu tiên của công ty, được bán dưới dạng một bản mạch lắp ráp và thiếu những bộ phận cơ bản như bàn phím, màn hình và vỏ case. Sản phẩm trong ảnh đã được gắn thêm bàn phím và vỏ case.

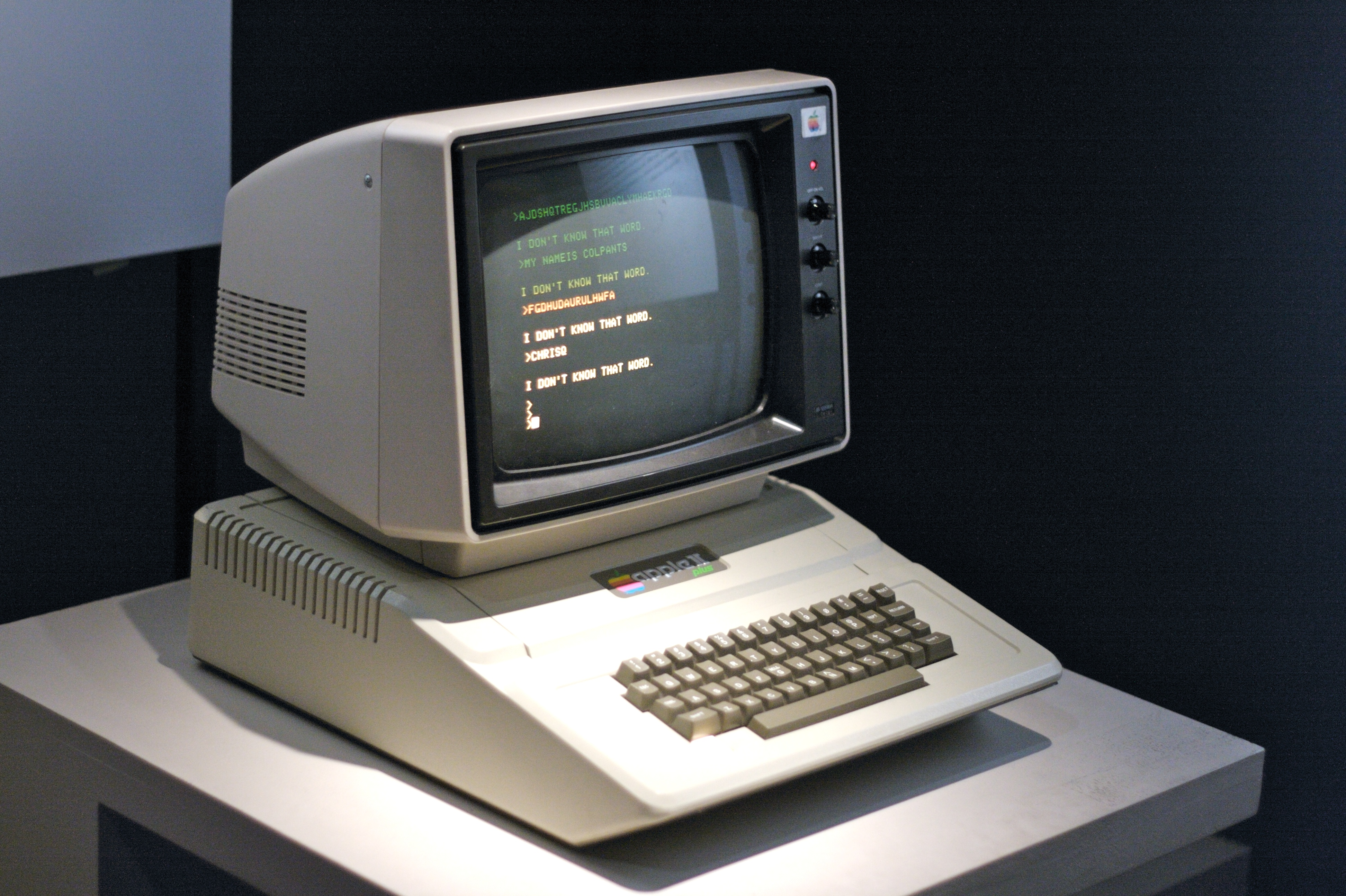
Apple II Plus, được giới thiệu vào năm 1979, được Wozniak thiết kế

Apple Computer Company được thành lập vào ngày 1 tháng 4 năm 1976, bởi Steve Jobs, Steve Wozniak và Ronald Wayne với tư cách hợp tác kinh doanh.  Sản phẩm đầu tiên của công ty là Apple I, một máy tính được thiết kế và chế tạo hoàn toàn bằng tay bởi Wozniak. Để tài trợ cho việc tạo ra công ty này, Jobs đã bán phương tiện giao thông cơ giới duy nhất của mình, một chiếc VW Microbus, với giá vài trăm đô la và Wozniak đã bán chiếc máy tính HP-65 của mình với 500 đô la Mỹ (2.571 đô la Mỹ vào năm 2022). Wozniak ra mắt nguyên mẫu đầu tiên tại Câu lạc bộ Máy tính Homebrew vào tháng 7 năm 1976.  Apple I được bán dưới dạng bo mạch chủ với CPU, RAM và chip video văn bản cơ bản — một khái niệm bộ cơ sở chưa được bán trên thị trường như một máy tính cá nhân hoàn chỉnh. Nó đã được bán ngay sau khi ra mắt với 666,66 đô la Mỹ (342.843 đô la Mỹ vào năm 2022). :180 Wozniak sau đó cho biết ông không biết về dấu hiệu trùng hợp của con quái thú trong con số 666 và anh nghĩ ra giá trên chỉ vì ông thích "các chữ số lặp lại".
Apple Computer, Inc. được thành lập vào ngày 3 tháng 1 năm 1977,   mà không có Wayne, người đã rời đi và bán lại cổ phần của công ty cho Jobs và Wozniak với giá 800 đô la chỉ mười hai ngày sau khi đồng sáng lập Apple. Nhà triệu phú Mike Markkula cung cấp kiến thức kinh doanh thiết yếu và tài trợ 250.000 đô la Mỹ (1.207.304 đô la Mỹ vào năm 2022) cho Jobs và Wozniak trong quá trình thành lập Apple. Trong 5 năm hoạt động đầu tiên, doanh thu tăng theo cấp số nhân, cứ sau 4 tháng thì tăng gấp đôi. Từ tháng 9 năm 1977 đến tháng 9 năm 1980, doanh thu hàng năm tăng từ 775.000 đô la lên 118 triệu đô la, tốc độ tăng bình quân hàng năm 533%.
Apple II, cũng được Wozniak phát minh, được giới thiệu vào ngày 16 tháng 4 năm 1977, tại West Coast Computer Faire đầu tiên. Nó khác với các đối thủ lớn của nó, TRS-80 và Commodore PET, vì đồ họa màu dựa trên tế bào nhân vật và kiến trúc mở. Trong khi mô hình đầu Apple II sử dụng băng cassette thông thường như các thiết bị lưu trữ, chúng đã được thay thế bởi sự ra đời của ổ đĩa mềm 51⁄4 inch và giao diện được gọi là Disk II vào năm 1978. Apple II được chọn làm nền tảng máy tính để bàn cho "ứng dụng sát thủ" đầu tiên của thế giới kinh doanh: VisiCalc, một chương trình bảng tính được phát hành vào năm 1979. VisiCalc đã tạo ra một thị trường kinh doanh cho Apple II và cho người dùng gia đình thêm một lý do để mua Apple II: khả năng tương thích với văn phòng. Trước VisiCalc, Apple đã từng là đối thủ cạnh tranh ở vị trí thứ ba với Commodore và Tandy.
Vào cuối những năm 1970, Apple đã có một đội ngũ nhân viên thiết kế máy tính và một dây chuyền sản xuất. Công ty giới thiệu Apple III vào tháng 5 năm 1980 trong nỗ lực cạnh tranh với IBM trong thị trường máy tính doanh nghiệp và doanh nghiệp. Jobs và một số nhân viên của Apple, bao gồm cả chuyên gia giao diện người-máy tính Jef Raskin, đã đến thăm Xerox PARC vào tháng 12 năm 1979 để xem một cuộc trình diễn về Xerox Alto. Xerox đã cấp cho các kỹ sư của Apple ba ngày quyền truy cập vào các cơ sở PARC để đổi lấy tùy chọn mua 100.000 cổ phiếu (5,6 triệu cổ phiếu đã điều chỉnh chia tách Tính đến  ngày 30 tháng 3 năm 2019)  của Apple với giá trước khi IPO là 10 đô la một cổ phiếu.
Jobs ngay lập tức bị thuyết phục rằng tất cả các máy tính trong tương lai sẽ sử dụng giao diện người dùng đồ họa (GUI) và việc phát triển GUI đã bắt đầu cho Apple Lisa. Tuy nhiên, vào năm 1982, ông đã bị đẩy khỏi đội Lisa do đấu đá nội bộ. Jobs sau đó tiếp quản dự án máy tính giá rẻ của Wozniak và Raskin, Macintosh, và định nghĩa lại nó là một hệ thống đồ họa rẻ hơn và nhanh hơn Lisa. Năm 1983, Lisa trở thành máy tính cá nhân đầu tiên được bán cho công chúng với GUI, nhưng đã thất bại về mặt thương mại do giá cao và phần mềm hạn chế của nó, vì vậy vào năm 1985, nó được sử dụng lại thành Macintosh cao cấp và ngừng sản xuất vào năm thứ hai sau đó.
Vào ngày 12 tháng 12 năm 1980, Apple (ký hiệu mã "AAPL") đã bán ra công chúng 4.6 triệu cổ phiếu ở mức 22 USD / cổ phiếu (0,39 USD / cổ phiếu khi điều chỉnh chia tách cổ phiếu Tính đến  ngày 30 tháng 3 năm 2019), tạo ra hơn $ 100 triệu, số vốn nhiều hơn bất kỳ đợt IPO nào kể từ Công ty Ford Motor năm 1956. Đến cuối ngày, 300 các triệu phú được tạo ra, từ giá cổ phiếu 29 đô la mỗi cổ phiếu  và vốn hóa thị trường là 1,778 tỷ đô la.

### 1984–1991: Thành công với Macintosh

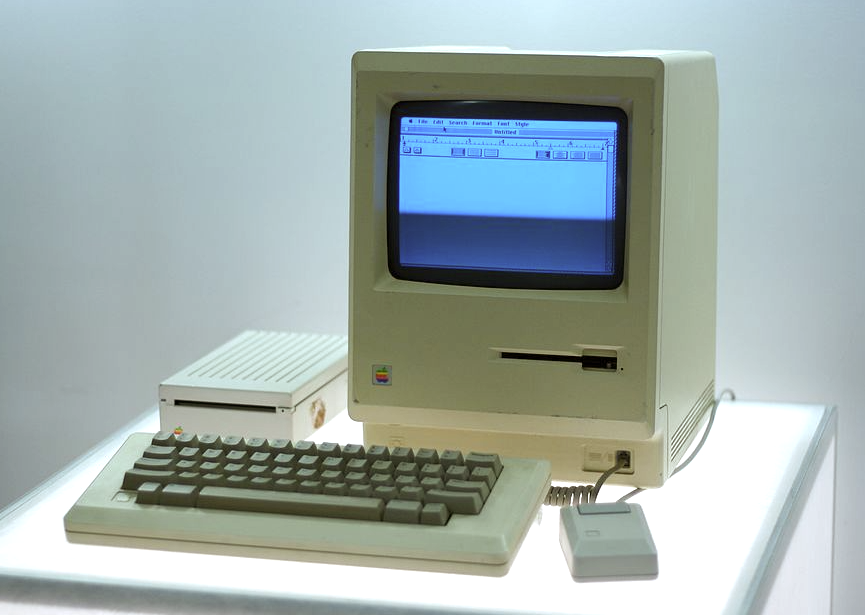
Macintosh, được phát hành vào năm 1984, là máy tính cá nhân đầu tiên trên thị trường đại chúng có giao diện người dùng đồ họa tích hợp và chuột.

Năm 1984, Apple ra mắt Macintosh, máy tính cá nhân đầu tiên được bán không có ngôn ngữ lập trình. Lần đầu ra mắt của nó được ký hiệu là "1984", 1,5 đô la triệu quảng cáo truyền hình do Ridley Scott đạo diễn, phát sóng trong quý thứ ba của Super Bowl XVIII vào ngày 22 tháng 1 năm 1984. Đây hiện được ca ngợi là sự kiện mở đầu cho thành công của Apple  và được CNN gọi là "kiệt tác"  và là một trong những quảng cáo truyền hình hay nhất mọi thời đại theo TV Guide.
Doanh số bán hàng của Macintosh ban đầu khá tốt, nhưng bắt đầu sụt giảm đáng kể sau ba tháng đầu tiên do giá cao, tốc độ chậm và phạm vi phần mềm có sẵn hạn chế.   :195 Vào đầu năm 1985, sự sụt giảm doanh số này gây ra cuộc tranh giành quyền lực giữa Steve Jobs và CEO John Sculley, người đã được Jobs thuê hai năm trước đó   bằng cách sử dụng câu thoại nổi tiếng, "Bạn muốn bán nước đường cho phần còn lại của cuộc sống của bạn hay đến với tôi và thay đổi thế giới?"  Sculley quyết định loại Jobs khỏi vị trí tổng giám đốc của bộ phận Macintosh, và nhận được sự ủng hộ nhất trí từ ban giám đốc Apple. 
Ban giám đốc đã chỉ thị cho Sculley kiềm chế Jobs và khả năng của ông để tung ra những cú đột phá đắt giá vào những sản phẩm chưa được thử nghiệm. Thay vì tuân theo chỉ đạo của Sculley, Jobs đã cố gắng loại bỏ Sculley ra khỏi vai trò lãnh đạo tại Apple. Được Jean-Louis Gassée thông báo, Sculley phát hiện ra Jobs đã cố gắng tổ chức một cuộc đảo chính và đã gọi một cuộc họp điều hành khẩn cấp tại đó nhân viên điều hành của Apple đứng về phía Sculley và tước bỏ mọi nhiệm vụ điều hành của Jobs. Jobs từ chức tại Apple vào tháng 9 năm 1985 và dẫn theo một số nhân viên của Apple để thành lập NeXT Inc.  Wozniak cũng đã từ bỏ công việc đang làm tại Apple vào năm 1985 để theo đuổi các dự án kinh doanh khác, bày tỏ sự thất vọng với cách đối xử của Apple đối với bộ phận Apple II và nói rằng công ty đã "đi sai hướng trong 5 năm qua". Bất chấp sự bất bình của Wozniak, ông đã rời công ty một cách thân thiện và cả Jobs và Wozniak vẫn là cổ đông của Apple. Wozniak tiếp tục đại diện cho công ty tại các sự kiện hoặc trong các cuộc phỏng vấn, nhận được khoản thù lao ước tính là 120.000 đô la mỗi năm cho vai trò này.
Triển vọng về Macintosh được cải thiện với sự ra đời của LaserWriter, máy in laser PostScript giá cả hợp lý đầu tiên và PageMaker, một ứng dụng xuất bản trên máy tính để bàn sớm được phát hành vào tháng 7 năm 1985. Có ý kiến cho rằng sự kết hợp của Macintosh, LaserWriter và PageMaker chịu trách nhiệm về việc tạo ra thị trường xuất bản trên máy tính để bàn.

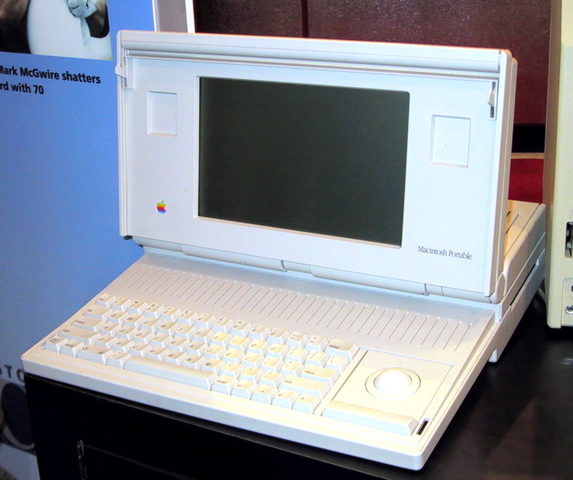
Macintosh Portable, được phát hành vào năm 1989, là máy tính cá nhân Macintosh di động chạy pin đầu tiên của Apple.

Sau sự ra đi của Jobs và Wozniak, dòng sản phẩm Macintosh đã trải qua một sự thay đổi trọng tâm ổn định sang các mức giá cao hơn, cái gọi là "chính sách quyền cao" được đặt tên cho vị trí trên biểu đồ giá so với lợi nhuận. Jobs đã lập luận rằng công ty nên sản xuất các sản phẩm nhắm vào thị trường tiêu dùng và nhắm đến mức giá 1.000 USD cho Macintosh, điều mà họ không thể đáp ứng được. Các mô hình mới hơn bán ở các mức giá cao hơn mang lại tỷ suất lợi nhuận cao hơn và dường như không ảnh hưởng đến tổng doanh số bán hàng khi người dùng thành thạo bắt kịp mỗi lần tăng điện. Mặc dù một số người lo lắng về việc định giá mình ngoài thị trường, nhưng chính sách cực hữu đã có hiệu lực vào giữa những năm 1980, đặc biệt là do câu thần chú của Jean-Louis Gassée về "năm mươi lăm hoặc chết", đề cập đến tỷ suất lợi nhuận 55% của Macintosh II. :79–80 Việc bán Macintosh với tỷ suất lợi nhuận cao như vậy chỉ có thể thực hiện được vì vị trí thống trị của nó trong thị trường xuất bản máy tính để bàn.
Chính sách này bắt đầu tỏ ra phản tác dụng vào những năm cuối của thập kỷ khi các chương trình xuất bản máy tính để bàn mới xuất hiện trên các bản sao PC cung cấp một số hoặc nhiều chức năng tương tự của Macintosh nhưng ở mức giá thấp hơn nhiều. Công ty đã mất thế độc quyền trên thị trường này và đã ghẻ lạnh nhiều khách hàng tiêu dùng ban đầu, những người không còn đủ khả năng mua các sản phẩm giá cao của họ. Mùa Giáng sinh năm 1989 là mùa đầu tiên trong lịch sử công ty có doanh thu sụt giảm, khiến giá cổ phiếu của Apple giảm 20%. :117–129 Trong giai đoạn này, mối quan hệ giữa Sculley và Gassée xấu đi, khiến Sculley phải giáng chức Gassée vào tháng 1 năm 1990 bằng cách bổ nhiệm Michael Spindler làm giám đốc điều hành. Gassée rời công ty vào cuối năm đó. Vào tháng 10 năm 1990, Apple giới thiệu ba mẫu máy giá rẻ hơn, Macintosh Classic, Macintosh LC và Macintosh IIsi,  tất cả đều đạt doanh số đáng kể do nhu cầu bị dồn nén.
Năm 1991, Apple giới thiệu PowerBook, thay thế Macintosh Portable "có thể vận chuyển được" bằng thiết kế định hình cho hầu hết các máy tính xách tay hiện đại. Cùng năm đó, Apple đã giới thiệu System 7, một bản nâng cấp lớn cho hệ điều hành, bổ sung màu sắc cho giao diện và giới thiệu các khả năng kết nối mạng mới. Nó vẫn là nền tảng kiến trúc cho Mac OS Cổ điển. Sự thành công của PowerBook và các sản phẩm khác đã mang lại doanh thu ngày càng tăng. Trong một thời gian, Apple đã làm rất tốt, giới thiệu các sản phẩm mới và tạo ra lợi nhuận ngày càng tăng trong quá trình này. Tạp chí MacAddict đã đặt tên cho khoảng thời gian từ năm 1989 đến năm 1991 là "thời kỳ hoàng kim đầu tiên" của Macintosh.
Apple cho rằng dòng Apple II quá đắt để sản xuất và đã lấy đi doanh số bán hàng từ Macintosh cấp thấp. Vào tháng 10 năm 1990, Apple phát hành Macintosh LC và bắt đầu nỗ lực quảng bá máy tính đó bằng cách tư vấn cho nhân viên hỗ trợ kỹ thuật của nhà phát triển đề xuất phát triển các ứng dụng cho Macintosh thay vì Apple II và ủy quyền cho các nhân viên bán hàng hướng người tiêu dùng đến Macintosh và tránh xa Apple II. Apple IIe đã bị ngừng sản xuất vào năm 1993.

### 1991–1997: Suy thoái và tái cấu trúc

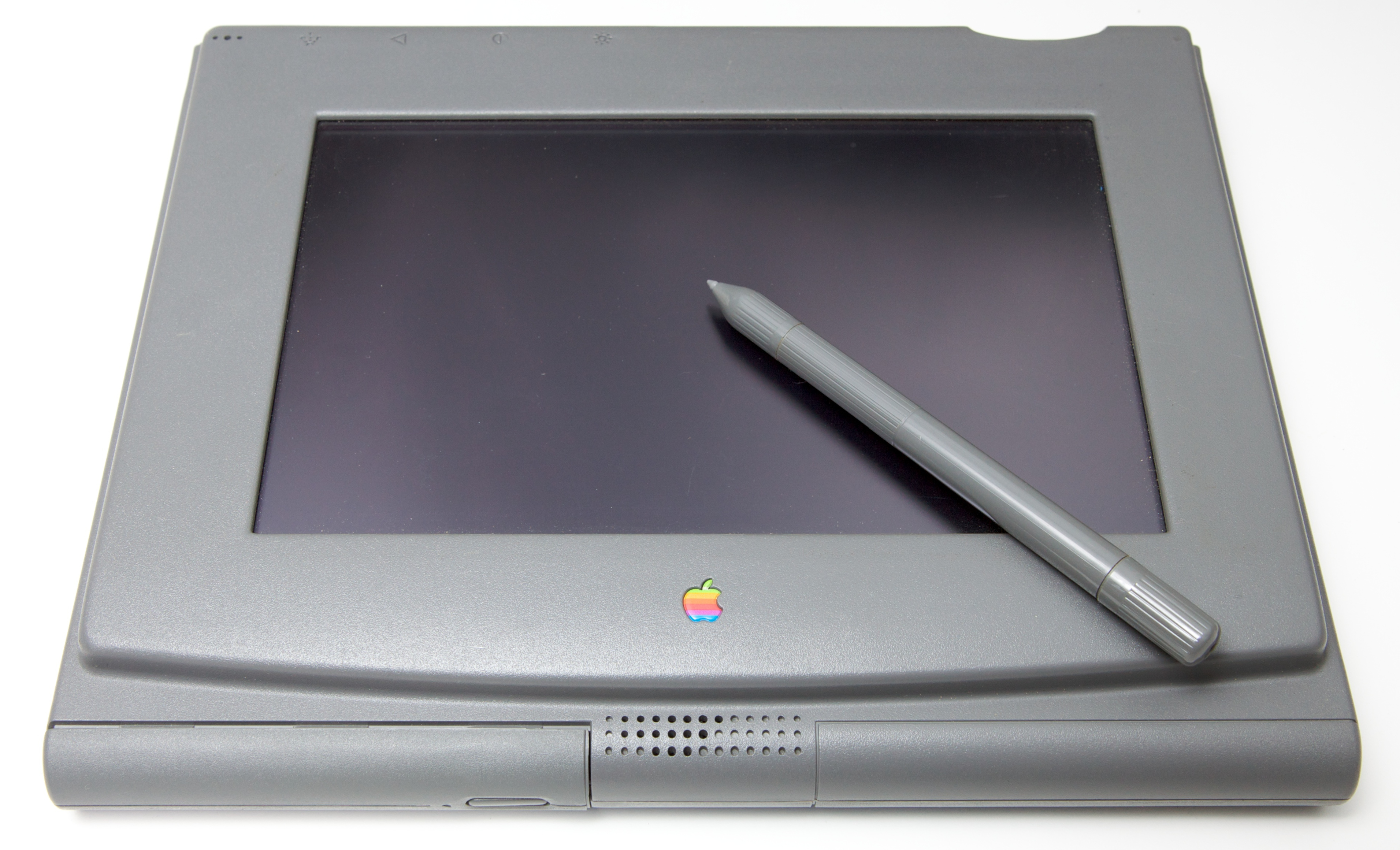
PenLite là nguyên mẫu máy tính bảng đầu tiên của Apple. Được tạo ra vào năm 1992, dự án được thiết kế để đưa Mac OS lên máy tính bảng - nhưng đã bị hủy bỏ để ủng hộ Newton.

Sự thành công của các mẫu máy tiêu dùng giá rẻ hơn của Apple, đặc biệt là LC, cũng dẫn đến việc tiêu thụ các máy giá cao hơn của họ. Để giải quyết vấn đề này, ban lãnh đạo đã giới thiệu một số thương hiệu mới, bán các máy gần như giống hệt nhau với các mức giá khác nhau nhằm vào các thị trường khác nhau. Đó là dòng Quadra cao cấp, dòng Centris tầm trung và dòng Performa dành cho người tiêu dùng. Điều này dẫn đến sự nhầm lẫn đáng kể trên thị trường, vì khách hàng không hiểu sự khác biệt giữa các mẫu này.
Apple cũng đã thử nghiệm với một số sản phẩm nhắm mục tiêu người tiêu dùng không thành công khác trong những năm 1990, bao gồm máy ảnh kỹ thuật số, đầu phát âm thanh CD di động, loa, bảng điều khiển video, dịch vụ trực tuyến eWorld và thiết bị truyền hình. Các nguồn lực khổng lồ cũng được đầu tư vào bộ phận Newton đang gặp khó khăn dựa trên những dự báo thị trường phi thực tế của John Sculley. Cuối cùng, không có sản phẩm nào trong số này giúp ích được và thị phần cũng như giá cổ phiếu của Apple tiếp tục trượt dài.
Trong suốt giai đoạn này, Microsoft tiếp tục giành thị phần với Windows bằng cách tập trung vào việc cung cấp phần mềm cho các máy tính cá nhân rẻ tiền, trong khi Apple đang cung cấp trải nghiệm được thiết kế phong phú nhưng đắt tiền. Apple dựa vào tỷ suất lợi nhuận cao và không bao giờ phát triển một phản ứng rõ ràng; thay vào đó, họ kiện Microsoft vì đã sử dụng GUI tương tự như Apple Lisa trong Apple Computer, Inc. v. Tập đoàn Microsoft  Vụ kiện kéo dài nhiều năm trước khi cuối cùng bị bác bỏ. Vào thời điểm này, một loạt sản phẩm lớn bị thất bại và bị trễ thời hạn đã làm ảnh hưởng đến danh tiếng của Apple, và Sculley được thay thế bằng Michael Spindler.

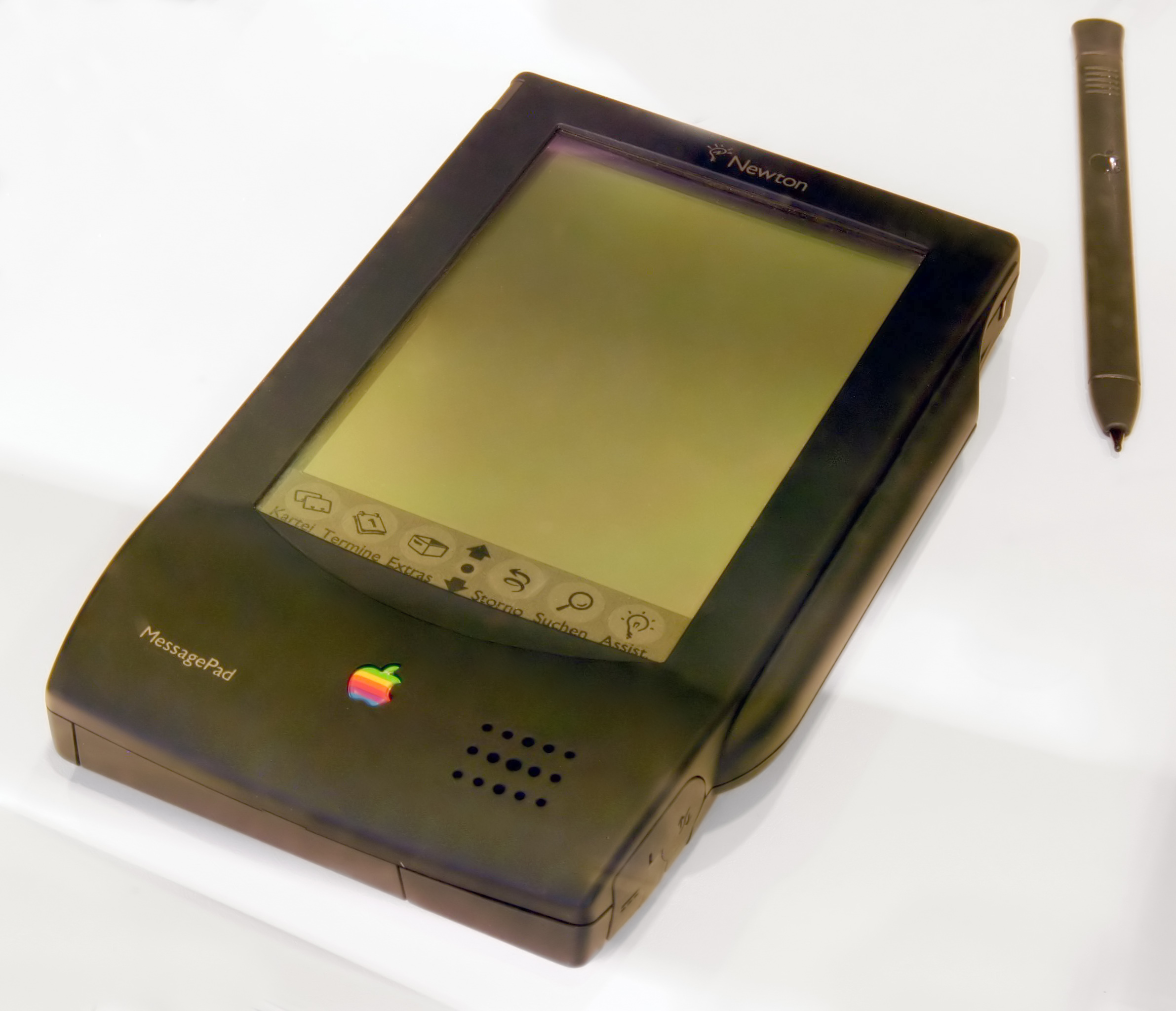
Newton là PDA đầu tiên của Apple được đưa ra thị trường, cũng như là một trong những PDA đầu tiên trong ngành. Mặc dù thất bại về mặt tài chính vào thời điểm phát hành, nó đã giúp mở đường cho PalmPilot và iPhone và iPad của chính Apple trong tương lai.

Vào cuối những năm 1980, Apple đang phát triển các nền tảng thay thế cho System 6, chẳng hạn như A/UX và Pink. Bản thân nền tảng System 6 đã lỗi thời vì ban đầu nó không được xây dựng cho đa nhiệm. Vào những năm 1990, Apple đang phải đối mặt với sự cạnh tranh từ các nhà cung cấp OS/2 và UNIX như Sun Microsystems. System 6 và 7 sẽ cần được thay thế bằng một nền tảng mới hoặc được làm lại để chạy trên phần cứng hiện đại.
Năm 1994, Apple, IBM và Motorola thành lập liên minh AIM với mục tiêu tạo ra một nền tảng máy tính mới (PowerPC Reference Platform; PReP), sử dụng phần cứng của IBM và Motorola cùng với phần mềm của Apple. Liên minh AIM hy vọng rằng hiệu suất của PReP và phần mềm của Apple sẽ khiến PC bị tụt lại phía sau và do đó chống lại sự độc quyền của Microsoft. Cùng năm, Apple giới thiệu Power Macintosh, máy tính đầu tiên trong số nhiều máy tính Apple sử dụng bộ vi xử lý PowerPC của Motorola.
Năm 1996, Spindler được thay thế bằng Gil Amelio làm Giám đốc điều hành. Được đánh giá cao với danh tiếng là một nhà phục hồi doanh nghiệp, Amelio đã thực hiện những thay đổi sâu sắc, bao gồm cả việc sa thải nhân viên và cắt giảm chi phí. Sau nhiều nỗ lực thất bại trong việc hiện đại hóa Mac OS, đầu tiên là dự án Pink từ năm 1988 và sau đó là Copland từ năm 1994, Apple vào năm 1997 đã mua NeXT cho hệ điều hành NeXTSTEP của mình và đưa Steve Jobs trở lại. Apple chỉ còn vài tuần nữa là phá sản khi Jobs trở lại công ty.

### 1997–2007: Có lãi trở lại
Việc mua lại NeXT được hoàn tất vào ngày 9 tháng 2 năm 1997, đưa Jobs trở lại Apple với tư cách là cố vấn. Vào ngày 9 tháng 7 năm 1997, Amelio bị hội đồng quản trị lật đổ sau khi giám sát giá cổ phiếu thấp kỷ lục trong ba năm và thua lỗ tài chính nghiêm trọng. Jobs đóng vai trò là Giám đốc điều hành tạm thời và bắt đầu tái cấu trúc dòng sản phẩm của công ty; Chính trong giai đoạn này, ông đã xác định được tài năng thiết kế của Jonathan Ive và cả hai đã hợp tác làm việc để xây dựng lại vị thế của Apple.
Tại hội chợ triển lãm Macworld tháng 8 năm 1997 ở Boston, Jobs thông báo rằng Apple sẽ tham gia cùng Microsoft để phát hành phiên bản mới của Microsoft Office cho Macintosh và Microsoft đã kiếm được 150 triệu đô la đầu tư vào cổ phiếu Apple không có quyền biểu quyết. Vào ngày 10 tháng 11 năm 1997, Apple giới thiệu trang web Apple Store, được gắn liền với chiến lược sản xuất theo đơn đặt hàng mới.
Vào ngày 15 tháng 8 năm 1998, Apple giới thiệu một máy tính tất cả trong một mới gợi nhớ đến Macintosh 128K: iMac. Nhóm thiết kế iMac được dẫn đầu bởi Ive, người sau này sẽ thiết kế iPod và iPhone. IMac có công nghệ hiện đại và thiết kế độc đáo, đã bán được gần 800.000 chiếc trong năm tháng đầu tiên.
Khoảng năm 1998, Apple đã hoàn thành nhiều vụ mua lại để tạo ra danh mục phần mềm sản xuất kỹ thuật số cho cả chuyên gia và người tiêu dùng. Trong số này, một giao dịch đáng chú ý là việc Apple mua lại dự án phần mềm Key Grip của Macromedia, báo hiệu sự mở rộng sang thị trường chỉnh sửa video kỹ thuật số. Việc bán này là kết quả của quyết định của Macromedia khi chỉ tập trung vào phần mềm phát triển web. Sản phẩm, vẫn chưa hoàn thành tại thời điểm bán, đã được đổi tên thành " Final Cut Pro " khi nó được tung ra thị trường bán lẻ vào tháng 4 năm 1999. Sự phát triển của Key Grip cũng dẫn đến việc Apple phát hành sản phẩm chỉnh sửa video dành cho người tiêu dùng iMovie vào tháng 10 năm 1999. Tiếp theo, Apple mua lại thành công công ty Astarte của Đức, công ty đã phát triển công nghệ tạo DVD, cũng như các sản phẩm và đội ngũ kỹ sư tương ứng của Astarte vào tháng 4 năm 2000. Công cụ kỹ thuật số DVDirector của Astarte sau đó đã được chuyển đổi thành sản phẩm phần mềm DVD Studio Pro theo định hướng chuyên nghiệp. Apple sau đó đã sử dụng công nghệ tương tự để tạo ra iDVD cho thị trường tiêu dùng. Vào tháng 7 năm 2001, Apple mua lại Spruce Technologies, một nền tảng sản xuất PC DVD, để kết hợp công nghệ của họ vào danh mục dự án video kỹ thuật số đang mở rộng của Apple.
SoundJam MP, do Casady & Greene phát hành năm 1998, được đổi tên thành " iTunes " khi Apple mua nó vào năm 2000. Các nhà phát triển chính của máy nghe nhạc MP3 và phần mềm thư viện nhạc đã chuyển đến Apple như một phần của thương vụ mua lại và đơn giản hóa giao diện người dùng của SoundJam, bổ sung khả năng ghi đĩa CD, đồng thời loại bỏ tính năng ghi âm và hỗ trợ da. SoundJam là sự lựa chọn thứ hai của Apple cho cốt lõi của dự án phần mềm âm nhạc của Apple, ban đầu có tên mã là iMusic, sau Audion của Panic. Apple đã không thể thiết lập một cuộc họp với Panic đúng lúc để được xem xét đầy đủ vì cuộc họp sau này đang ở giữa các cuộc đàm phán tương tự với AOL.
Năm 2002, Apple mua Nothing Real cho ứng dụng tổng hợp kỹ thuật số tiên tiến Shake, cũng như Emagic cho ứng dụng năng suất âm nhạc Logic. Việc mua Emagic khiến Apple trở thành nhà sản xuất máy tính đầu tiên sở hữu công ty phần mềm âm nhạc. Việc mua lại được theo sau bởi sự phát triển của ứng dụng GarageBand cấp người tiêu dùng của Apple. Việc phát hành iPhoto trong cùng năm đã hoàn thiện bộ iLife.
Mac OS X, dựa trên NeXTSTEP, OPENSTEP và BSD Unix của NeXT, được phát hành vào ngày 24 tháng 3 năm 2001, sau vài năm phát triển. Hướng đến người tiêu dùng cũng như các chuyên gia, Mac OS X nhằm mục đích kết hợp sự ổn định, độ tin cậy và bảo mật của Unix với sự dễ sử dụng nhờ giao diện người dùng được đại tu. Để hỗ trợ người dùng di chuyển từ Mac OS 9, hệ điều hành mới cho phép sử dụng các ứng dụng OS 9 trong Mac OS X thông qua Môi trường cổ điển.
Vào ngày 19 tháng 5 năm 2001, Apple đã mở các cửa hàng bán lẻ cùng tên chính thức đầu tiên của mình tại Virginia và California. Vào ngày 23 tháng 10 cùng năm, Apple ra mắt máy nghe nhạc kỹ thuật số di động iPod. Sản phẩm được bán lần đầu tiên vào ngày 10 tháng 11 năm 2001, đã thành công rực rỡ với hơn 100 hàng triệu chiếc được bán trong vòng sáu năm. Năm 2003, iTunes Store của Apple được giới thiệu. Dịch vụ này cung cấp tải xuống nhạc trực tuyến với giá 0,99 đô la một bài hát và tích hợp với iPod. ITunes Store nhanh chóng trở thành công ty dẫn đầu thị trường về dịch vụ âm nhạc trực tuyến, với hơn năm tỷ lượt tải xuống vào ngày 19 tháng 6 năm 2008. Hai năm sau, iTunes Store là nhà bán lẻ nhạc lớn nhất thế giới.

#### Chuyển đổi sang Intel và ổn định tài chính

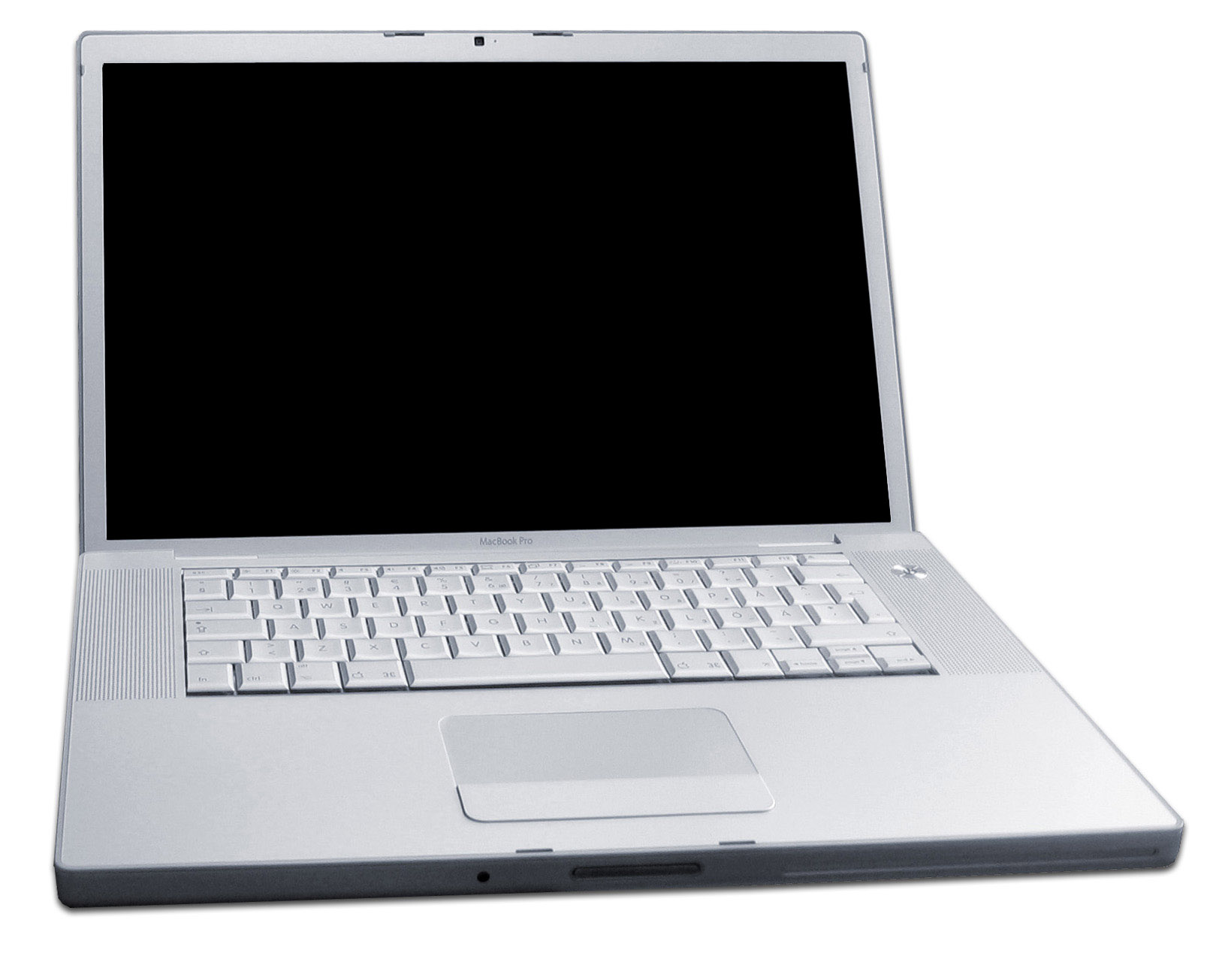
MacBook Pro, máy tính xách tay đầu tiên của Apple có bộ vi xử lý Intel, được giới thiệu vào năm 2006.

Tại bài phát biểu quan trọng của Hội nghị các nhà phát triển toàn cầu vào ngày 6 tháng 6 năm 2005, Jobs thông báo rằng Apple sẽ bắt đầu sản xuất máy tính Mac dựa trên Intel vào năm 2006. Vào ngày 10 tháng 1 năm 2006, MacBook Pro và iMac mới trở thành máy tính Apple đầu tiên sử dụng CPU Core Duo của Intel. Đến ngày 7 tháng 8 năm 2006, Apple thực hiện chuyển đổi sang chip Intel cho toàn bộ dòng sản phẩm Mac — sớm hơn một năm so với thông báo. Các thương hiệu Power Mac, iBook và PowerBook đã ngừng hoạt động trong quá trình chuyển đổi; Mac Pro, MacBook và MacBook Pro đã trở thành sản phẩm kế nhiệm tương ứng của chúng. Vào ngày 29 tháng 4 năm 2009, The Wall Street Journal đưa tin rằng Apple đang xây dựng đội ngũ kỹ sư của riêng mình để thiết kế vi mạch. Apple cũng giới thiệu Boot Camp vào năm 2006 để giúp người dùng cài đặt Windows XP hoặc Windows Vista trên máy Mac Intel của họ cùng với Mac OS X.
Thành công của Apple trong thời kỳ này thể hiện rõ qua giá cổ phiếu của hãng. Từ đầu năm 2003 đến năm 2006, giá cổ phiếu của Apple đã tăng gấp 10 lần, từ khoảng 6 USD / cổ phiếu (đã điều chỉnh theo từng đợt) lên hơn 80 USD. Khi Apple vượt qua mức vốn hóa thị trường của Dell vào tháng 1 năm 2006, Jobs đã gửi một email cho các nhân viên của Apple nói rằng Giám đốc điều hành của Dell, Michael Dell nên nuốt những lời của ông ta. 9 năm trước, Dell từng nói rằng nếu điều hành Apple, ông sẽ "đóng cửa và trả lại tiền cho các cổ đông".
Mặc dù thị phần máy tính của Apple đã tăng nhưng vẫn kém xa đối thủ cạnh tranh là Microsoft Windows, chiếm khoảng 8% máy tính để bàn và máy tính xách tay tại Mỹ.
Kể từ năm 2001, nhóm thiết kế của Apple đã dần dần từ bỏ việc sử dụng chất dẻo màu trong mờ lần đầu tiên được sử dụng trong iMac G3. Sự thay đổi thiết kế này bắt đầu với PowerBook làm bằng titan và tiếp theo là cấu trúc polycacbonat trắng của iBook và iMac màn hình phẳng.

### 2007–2011: Thành công với thiết bị di động

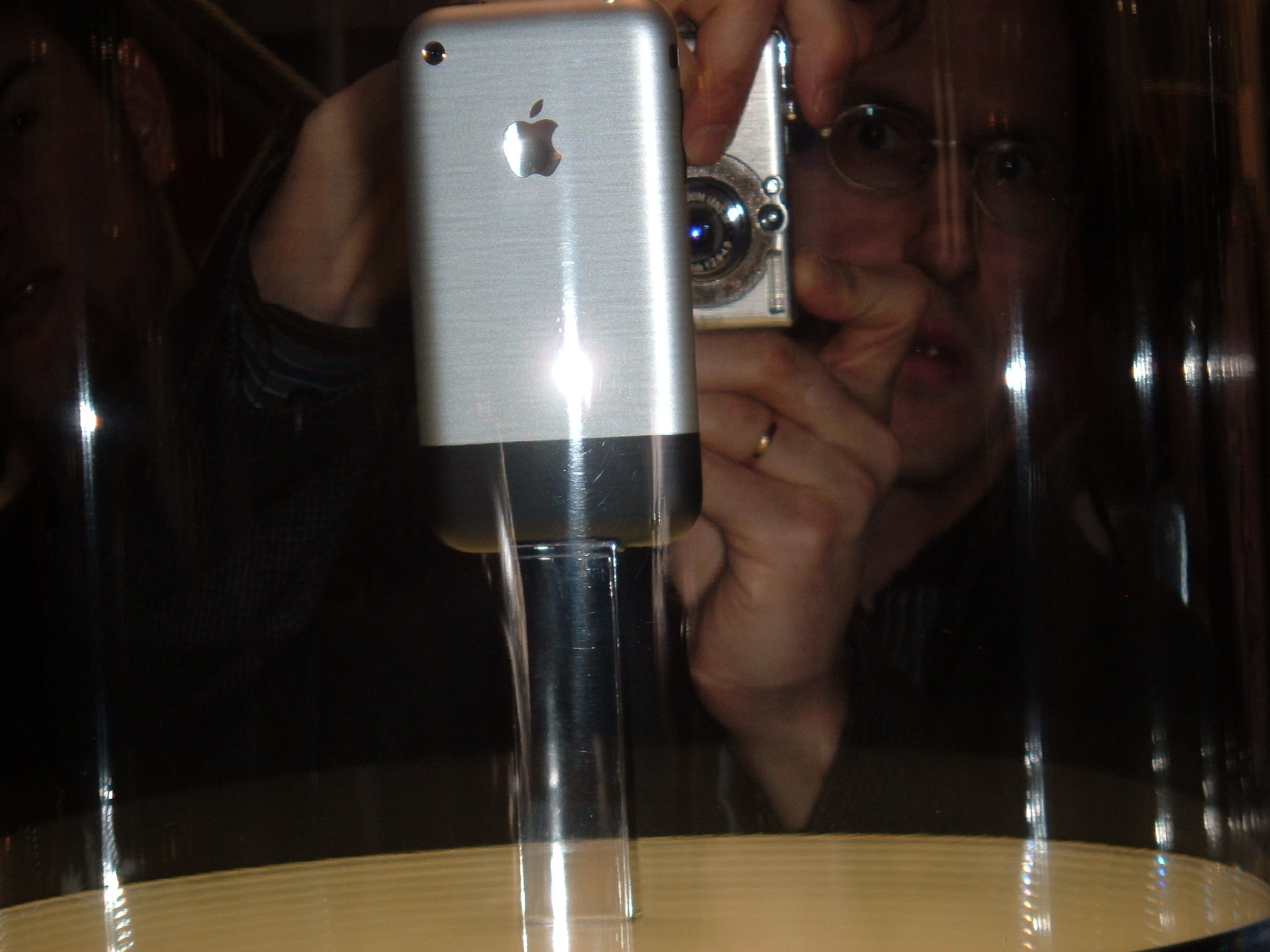
IPhone mới được công bố được trưng bày tại triển lãm MacWorld 2007

Trong bài phát biểu quan trọng của mình tại Macworld Expo vào ngày 9 tháng 1 năm 2007, Jobs thông báo rằng Apple Computer, Inc. sau đó sẽ được gọi là "Apple Inc.", vì công ty đã chuyển trọng tâm từ máy tính sang điện tử tiêu dùng. Sự kiện này cũng chứng kiến sự ra mắt của iPhone  và Apple TV. Công ty đã bán được 270.000 chiếc iPhone trong 30 giờ đầu tiên bán ra, và thiết bị này được gọi là "người thay đổi cuộc chơi của ngành". Apple sẽ đạt được thành công rộng rãi với các sản phẩm iPhone, iPod Touch và iPad, lần lượt giới thiệu những đổi mới trong điện thoại di động, máy nghe nhạc di động và máy tính cá nhân. Hơn nữa, vào đầu năm 2007, 800.000 người dùng Final Cut Pro đã được đăng ký.
Trong một bài viết đăng trên trang web của Apple vào ngày 6 tháng 2 năm 2007, Jobs đã viết rằng Apple sẽ sẵn sàng bán nhạc trên iTunes Store mà không cần quản lý quyền kỹ thuật số (DRM), do đó cho phép các bản nhạc được phát trên máy nghe nhạc của bên thứ ba, nếu các hãng thu âm. sẽ đồng ý từ bỏ công nghệ. Vào ngày 2 tháng 4 năm 2007, Apple và EMI cùng công bố loại bỏ công nghệ DRM khỏi danh mục của EMI trong iTunes Store, có hiệu lực vào tháng 5 năm 2007. Các hãng thu âm khác cuối cùng cũng làm theo và Apple đã công bố một thông cáo báo chí vào tháng 1 năm 2009 để thông báo rằng tất cả các bài hát trên iTunes Store đều có sẵn mà không có FairPlay DRM của họ.
Vào tháng 7 năm 2008, Apple ra mắt App Store để bán các ứng dụng của bên thứ ba cho iPhone và iPod Touch. Trong vòng một tháng, cửa hàng đã bán được 60 triệu đơn đăng ký và đạt doanh thu trung bình hàng ngày là 1 đô la vào tháng 8 năm 2008, Jobs đã suy đoán rằng App Store có thể trở thành công việc kinh doanh hàng tỷ đô la của Apple. Đến tháng 10 năm 2008, Apple là nhà cung cấp thiết bị di động lớn thứ ba trên thế giới do sự phổ biến của iPhone.
Vào ngày 16 tháng 12 năm 2008, Apple thông báo rằng năm 2009 sẽ là năm cuối cùng công ty tham dự Macworld Expo, sau hơn 20 năm tham dự, và phó chủ tịch cấp cao về Tiếp thị Sản phẩm Toàn cầu Phil Schiller sẽ phát biểu thay cho bài phát biểu năm 2009. công việc mong đợi. Thông cáo báo chí chính thức giải thích rằng Apple đã "thu nhỏ lại" các triển lãm thương mại nói chung, bao gồm cả Macworld Tokyo và Apple Expo ở Paris, Pháp, chủ yếu là vì những thành công to lớn của các Cửa hàng bán lẻ Apple và trang web đã biến các triển lãm thương mại trở thành một kênh quảng cáo nhỏ.
Vào ngày 14 tháng 1 năm 2009, Jobs tuyên bố trong một bản ghi nhớ nội bộ rằng ông sẽ được tham gia kiểm tra y tế sáu tháng nghỉ việc từ Apple cho đến cuối tháng 6 năm 2009 và sẽ dành thời gian tập trung vào sức khỏe của ông. Trong email, Jobs nói rằng "sự tò mò về sức khỏe cá nhân của tôi tiếp tục gây xao nhãng không chỉ đối với tôi và gia đình tôi mà còn với tất cả những người khác ở Apple", đồng thời giải thích rằng việc nghỉ ngơi sẽ cho phép công ty "tập trung vào việc phát sản phẩm phi thường ". Mặc dù Jobs vắng mặt, Apple đã ghi nhận quý không nghỉ lễ tốt nhất của mình (Q1 FY 2009) trong thời kỳ suy thoái với doanh thu 8,16 tỷ USD và lợi nhuận là 1,21 tỷ USD.
Sau nhiều năm suy đoán và nhiều tin đồn "rò rỉ", Apple đã trình làng một thiết bị truyền thông màn hình lớn, giống như máy tính bảng, được gọi là iPad vào ngày 27 tháng 1 năm 2010. IPad chạy cùng một hệ điều hành dựa trên cảm ứng như iPhone và tất cả các ứng dụng iPhone đều tương thích với iPad. Điều này đã mang lại cho iPad một danh mục ứng dụng lớn khi ra mắt, mặc dù có rất ít thời gian phát triển trước khi phát hành. Cuối năm đó vào ngày 3 tháng 4 năm 2010, iPad được ra mắt tại Mỹ. Nó đã bán được hơn 300.000 chiếc vào ngày đầu tiên và 500.000 chiếc vào cuối tuần đầu tiên. Vào tháng 5 cùng năm, vốn hóa thị trường của Apple đã vượt qua đối thủ cạnh tranh Microsoft lần đầu tiên kể từ năm 1989.
Vào tháng 6 năm 2010, Apple phát hành iPhone 4, giới thiệu tính năng gọi video, đa nhiệm và một thiết kế thép không gỉ không cách nhiệt mới hoạt động như ăng-ten của điện thoại. Cuối năm đó, Apple một lần nữa làm mới dòng máy nghe nhạc MP3 iPod của mình bằng cách giới thiệu iPod Nano cảm ứng đa điểm, iPod Touch với FaceTime và iPod Shuffle mang lại các nút clickwheel của các thế hệ trước. Nó cũng giới thiệu Apple TV thế hệ thứ hai nhỏ hơn, rẻ hơn, cho phép thuê phim và chương trình TV.
Vào tháng 10 năm 2010, cổ phiếu của Apple đạt mức cao nhất mọi thời đại, với giá 300 đô la (~ 43 đô la đã điều chỉnh chia tách). Cuối tháng đó, Apple đã cập nhật máy tính xách tay MacBook Air, bộ ứng dụng iLife và cho ra mắt Mac OS X Lion, phiên bản cuối cùng với tên Mac OS X.
Vào ngày 6 tháng 1 năm 2011, công ty đã khai trương Mac App Store, một nền tảng phân phối phần mềm kỹ thuật số tương tự như iOS App Store.
Vào ngày 17 tháng 1 năm 2011, Jobs thông báo trong một bản ghi nhớ nội bộ của Apple rằng ông sẽ nghỉ việc chữa bệnh trong thời gian không xác định để cho phép ông tập trung vào sức khỏe của mình. Giám đốc điều hành Tim Cook đảm nhận các hoạt động hàng ngày của Jobs tại Apple, mặc dù Jobs vẫn "tham gia vào các quyết định chiến lược quan trọng". Apple trở thành thương hiệu hướng tới người tiêu dùng có giá trị nhất trên thế giới. Vào tháng 6 năm 2011, Jobs đã gây bất ngờ trên sân khấu và tiết lộ iCloud, một dịch vụ lưu trữ và đồng bộ hóa trực tuyến cho nhạc, ảnh, tệp và phần mềm thay thế MobileMe, nỗ lực trước đây của Apple trong việc đồng bộ hóa nội dung. Đây là buổi ra mắt sản phẩm cuối cùng mà Jobs tham dự trước khi qua đời.
Cùng với các công ty ngang hàng như Atari và Cisco Systems, Apple đã xuất hiện trong bộ phim tài liệu Something Ventured, công chiếu vào năm 2011 và khám phá kỷ nguyên ba thập kỷ dẫn đến sự thành lập và thống trị của Thung lũng Silicon. Có ý kiến cho rằng Apple đã đạt được hiệu quả trong chuỗi cung ứng của mình đến mức công ty hoạt động như một công ty độc quyền (một người mua với nhiều người bán) và có thể đưa ra các điều khoản cho các nhà cung cấp của mình. Vào tháng 7 năm 2011, do cuộc khủng hoảng trần nợ của Mỹ, dự trữ tài chính của Apple trong một thời gian ngắn đã lớn hơn dự trữ của Chính phủ Mỹ.
Vào ngày 24 tháng 8 năm 2011, Jobs từ chức Giám đốc điều hành của Apple. Ông được thay thế bởi Cook và Jobs trở thành chủ tịch của Apple. Apple không có chủ tịch vào thời điểm đó  và thay vào đó có hai đồng giám đốc, Andrea Jung và Arthur D. Levinson,, những người tiếp tục với những chức danh đó cho đến khi Levinson thay Jobs làm chủ tịch hội đồng quản trị vào tháng 11 sau khi Jobs qua đời.

### 2011 – nay: Kỷ nguyên hậu Jobs, sự lãnh đạo của Tim Cook
Vào ngày 5 tháng 10 năm 2011, Steve Jobs qua đời, đánh dấu sự kết thúc một kỷ nguyên của Apple. Lần công bố sản phẩm lớn đầu tiên của Apple sau khi Jobs qua đời xảy ra vào ngày 19 tháng 1 năm 2012, khi Phil Schiller của Apple giới thiệu iBooks Textbooks cho iOS và iBook Author cho Mac OS X tại Thành phố New York. Jobs đã tuyên bố trong cuốn tiểu sử "Jobs" rằng ông muốn tái tạo lại ngành sách giáo khoa và giáo dục.
Từ năm 2011 đến năm 2012, Apple phát hành iPhone 4S  và iPhone 5, có camera cải tiến, trợ lý phần mềm thông minh có tên Siri và dữ liệu được đồng bộ hóa trên đám mây với iCloud; iPad thế hệ thứ ba và thứ tư, có màn hình Retina; và iPad Mini, có màn hình 7,9 inch trái ngược với màn hình 9,7 inch của iPad. Những lần ra mắt này đã thành công, với việc iPhone 5 (phát hành ngày 21 tháng 9 năm 2012) trở thành iPhone ra mắt lớn nhất của Apple với hơn hai triệu đơn đặt hàng trước  và doanh số ba triệu iPad trong ba ngày sau khi iPad Mini và thế hệ thứ tư ra mắt iPad (phát hành ngày 3 tháng 11 năm 2012). Apple cũng phát hành MacBook Pro 13 inch thế hệ thứ ba với màn hình Retina cùng các máy tính iMac và Mac Mini mới.
Vào ngày 20 tháng 8 năm 2012, giá cổ phiếu tăng của Apple đã làm tăng giá trị vốn hóa thị trường của công ty lên mức kỷ lục khi đó là 624 tỷ USD. Điều này đã đánh bại kỷ lục không điều chỉnh lạm phát về vốn hóa thị trường do Microsoft thiết lập trước đó vào năm 1999. Vào ngày 24 tháng 8 năm 2012, một bồi thẩm đoàn Hoa Kỳ đã phán quyết rằng Samsung phải trả cho Apple 1,05 đô la tỷ (£ 665 triệu) thiệt hại trong một vụ kiện sở hữu trí tuệ. Samsung kháng cáo, được giảm $ 450 triệu  và tiếp tục cho phép Samsung yêu cầu một bản dùng thử mới. Vào ngày 10 tháng 11 năm 2012, Apple đã xác nhận một dàn xếp toàn cầu bác bỏ tất cả các vụ kiện hiện có giữa Apple và HTC cho đến thời điểm đó, ủng hộ thỏa thuận cấp phép 10 năm cho các bằng sáng chế hiện tại và tương lai giữa hai công ty. Người ta dự đoán rằng Apple sẽ kiếm được 280 triệu USD mỗi năm từ thỏa thuận này với HTC.
Một email bí mật trước đây được Jobs viết một năm trước khi ông qua đời đã được trình bày trong quá trình tố tụng Apple Inc. v. Samsung Electronics Co. kiện và được công bố rộng rãi vào đầu tháng 4 năm 2014. Với dòng chủ đề có nội dung "Top 100 - A, "email chỉ được gửi tới 100 nhân viên cấp cao nhất của công ty và phác thảo tầm nhìn của Jobs về tương lai của Apple Inc. dưới 10 tiêu đề phụ. Đáng chú ý, Jobs tuyên bố "Thánh chiến với Google" năm 2011 và lên lịch cho "khuôn viên mới" vào năm 2015.
Vào tháng 3 năm 2013, Apple đã nộp bằng sáng chế cho một hệ thống thực tế tăng cường (AR) có thể xác định các đối tượng trong luồng video trực tiếp và hiển thị thông tin tương ứng với các đối tượng này thông qua một lớp thông tin do máy tính tạo ra phủ lên trên hình ảnh trong thế giới thực. Công ty cũng đã đưa ra một số quyết định tuyển dụng nhân sự cấp cao vào năm 2013. Vào ngày 2 tháng 7 năm 2013, Apple đã tuyển dụng Paul Deneve, Chủ tịch Bỉ kiêm Giám đốc điều hành của Yves Saint Laurent làm phó chủ tịch báo cáo trực tiếp với Tim Cook. Một thông báo giữa tháng 10 năm 2013 tiết lộ rằng Giám đốc điều hành Burberry, Angela Ahrendts đã được thuê làm phó chủ tịch cấp cao của Apple vào giữa năm 2014. Ahrendts trước đây đã giám sát chiến lược kỹ thuật số của Burberry trong gần 8 năm và trong nhiệm kỳ của bà, doanh số bán hàng đã tăng lên khoảng 3,2 đô la tỷ và cổ phiếu tăng hơn ba lần. Bà từ chức khỏi Apple vào năm 2019.
Cùng với Phó chủ tịch Google Vint Cerf và Giám đốc điều hành AT&T Randall Stephenson, Cook đã tham dự hội nghị thượng đỉnh kín do Tổng thống Obama tổ chức vào ngày 8 tháng 8 năm 2013, liên quan đến sự giám sát của chính phủ và Internet sau sự cố Edward Snowden NSA. Vào ngày 4 tháng 2 năm 2014, Cook đã gặp Abdullah Gül, Tổng thống Thổ Nhĩ Kỳ, tại Ankara để thảo luận về sự tham gia của công ty vào dự án Fatih.
Trong quý đầu tiên của năm 2014, Apple báo cáo doanh số bán hàng là 51 triệu iPhone và 26 hàng triệu chiếc iPad, trở thành kỷ lục doanh số hàng quý mọi thời đại. Doanh số bán máy Mac cũng tăng đáng kể qua từng năm. Điều này trái ngược với sự sụt giảm đáng kể trong doanh số iPod. Vào tháng 5 năm 2014, công ty xác nhận ý định mua lại công ty âm thanh Beats Electronics của Tiến sĩ Dre và Jimmy Iovine — nhà sản xuất dòng sản phẩm tai nghe và loa "Beats by Dr. Dre", đồng thời là nhà điều hành dịch vụ phát nhạc trực tuyến Beats Music — với giá 3 tỷ USD, và bán sản phẩm của họ thông qua các cửa hàng bán lẻ và đại lý của Apple. Iovine tin rằng Beats luôn "thuộc về" Apple, vì công ty đã tự mô phỏng theo "khả năng kết hợp văn hóa và công nghệ vô song của Apple". Vụ mua lại này là vụ mua lại công ty lớn nhất trong lịch sử của Apple.
Apple đứng đầu trong báo cáo Thương hiệu Toàn cầu Tốt nhất hàng năm của Interbrand trong sáu năm liên tiếp; 2013, 2014, 2015, 2016, 2017, và 2018 với định giá là 214,48 tỷ USD.
Vào tháng 1 năm 2016, có thông báo rằng một tỷ thiết bị Apple đang được sử dụng trên toàn thế giới.
Vào ngày 12 tháng 5 năm 2016, Apple đã đầu tư 1 tỷ USD vào DiDi, công ty cho thuê phương tiện lớn nhất ở Trung Quốc. Thông tin báo cáo vào tháng 10 năm 2016 rằng Apple đã có một ghế hội đồng quản trị tại Didi Chuxing, một động thái mà James Vincent của The Verge suy đoán là một quyết định chiến lược của công ty Apple để tiến gần hơn đến ngành công nghiệp ô tô, đặc biệt là Didi Chuxing được báo cáo quan tâm đến ô tô tự lái.
Vào ngày 6 tháng 6 năm 2016, Fortune đã công bố Fortune 500, danh sách các công ty được xếp hạng về tạo ra doanh thu. Trong năm tài chính cuối cùng (2015), Apple xuất hiện trong danh sách với tư cách là công ty công nghệ hàng đầu. Nó xếp thứ ba, tổng thể, với 233 tỷ USD doanh thu. Công ty đã dịch chuyển lên hai bậc so với danh sách năm trước.
Vào ngày 6 tháng 4 năm 2017, Apple đã ra mắt Clips, một ứng dụng cho phép người dùng iPad và iPhone tạo và chỉnh sửa các video ngắn với văn bản, đồ họa và hiệu ứng. Ứng dụng cung cấp cách tạo video ngắn để chia sẻ với những người dùng khác trên ứng dụng Tin nhắn, Instagram, Facebook và các mạng xã hội khác. Apple cũng giới thiệu Live Titles cho Clips cho phép người dùng thêm chú thích và tiêu đề hoạt hình trực tiếp bằng giọng nói của họ.
Vào tháng 5 năm 2017, Apple đã làm mới hai thiết kế trang web của mình. Trang web quan hệ công chúng "Thông tin báo chí của Apple" của họ đã được đổi thành trang "Phòng tin tức của Apple", chú trọng nhiều hơn vào hình ảnh và do đó mật độ thông tin thấp hơn, đồng thời kết hợp các thông cáo báo chí, tin tức và ảnh. Tổng quan về "Lãnh đạo của Apple" về các giám đốc điều hành công ty cũng được làm mới, bổ sung bố cục đơn giản hơn với hình ảnh tiêu đề nổi bật và các trường văn bản hai cột. 9to5Mac đã ghi nhận những điểm tương đồng về thiết kế với một số ứng dụng được thiết kế lại của Apple trong iOS 10, đặc biệt là phần mềm Apple Music và News.
Vào tháng 6 năm 2017, Apple đã công bố HomePod, loa thông minh của họ nhằm cạnh tranh với Sonos, Google Home và Amazon Echo. Vào cuối năm nay, TechCrunch đưa tin rằng Apple đang mua lại Shazam, một công ty đã giới thiệu sản phẩm của mình tại WWDC và chuyên về nhận diện âm nhạc, TV, phim và quảng cáo. Việc mua lại được xác nhận vài ngày sau đó, được cho là có giá 400 đô la của Apple triệu, với các báo cáo truyền thông lưu ý rằng giao dịch mua này giống như một động thái để thu thập dữ liệu và các công cụ hỗ trợ dịch vụ phát trực tuyến Apple Music. Việc mua bán đã được Liên minh Châu Âu chấp thuận vào tháng 9 năm 2018.
Cũng trong tháng 6 năm 2017, Apple đã bổ nhiệm Jamie Erlicht và Zack Van Amburg đứng đầu bộ phận video toàn cầu mới được thành lập. Vào tháng 11 năm 2017, Apple thông báo họ đang phân nhánh thành chương trình theo kịch bản gốc: một bộ phim truyền hình dài tập với sự tham gia của Jennifer Aniston và Reese Witherspoon, và phần khởi động lại của loạt phim tuyển tập Amazing Stories với Steven Spielberg. Vào tháng 6 năm 2018, Apple đã ký thỏa thuận cơ bản tối thiểu của Hiệp hội Nhà văn Hoa Kỳ và Oprah Winfrey về mối quan hệ đối tác nội dung kéo dài nhiều năm. Các quan hệ đối tác bổ sung cho loạt phim gốc bao gồm Sesame Workshop và DHX Media và công ty con của nó là Peanuts Worldwide, cũng như hợp tác với A24 để tạo ra các phim gốc. Tính đến 1/2019, Apple đã đặt hàng 21 bộ phim truyền hình và một bộ phim. Có năm loạt sản phẩm đang được phát triển tại Apple.
Vào ngày 27 tháng 7 năm 2017, Apple đã ngừng cung cấp các dòng thiết bị iPod nano và iPod shuffle mang tính biểu tượng của công ty.
Vào tháng 2 năm 2018, Apple được cho là đang đàm phán với các thợ mỏ để mua cobalt trực tiếp từ họ.
Vào ngày 5 tháng 6 năm 2018, Apple đã ngừng sử dụng OpenGL và OpenGL ES trên tất cả các hệ điều hành và kêu gọi các nhà phát triển sử dụng Metal thay thế. Vào tháng 8 năm 2018, Apple đã mua Akonia Holographics cho ống kính bảo hộ thực tế tăng cường của mình. Vào ngày 14 tháng 2 năm 2019, Apple đã mua lại DataTiger cho công nghệ tiếp thị kỹ thuật số của mình.
Vào ngày 29 tháng 1 năm 2019, Apple đã báo cáo sự sụt giảm doanh thu và lợi nhuận lần đầu tiên trong một thập kỷ. Vào tháng 2 năm 2019, họ mua lại công ty máy tính Conversational PullString (trước đây là ToyTalk)  Vào ngày 25 tháng 7 năm 2019, Apple và Intel đã công bố một thỏa thuận để Apple mua lại mảng kinh doanh modem điện thoại thông minh của Intel Mobile Communications với giá 1 tỷ đô la Mỹ.
Vào ngày 30 tháng 3 năm 2020, Apple mua lại nhà sản xuất ứng dụng thời tiết địa phương Dark Sky với số tiền không được tiết lộ, với ý định ngừng cung cấp ứng dụng gốc vào cuối năm 2021. Vào ngày 3 tháng 4 năm 2020, Apple mua lại Volysis, một công ty có trụ sở tại Dublin tập trung vào công nghệ giọng nói kỹ thuật số AI với một khoản tiền không được tiết lộ. Vào ngày 14 tháng 5 năm 2020, Apple mua lại NextVR, một công ty thực tế ảo, có trụ sở tại Newport Beach, California.
Vào ngày 4 tháng 8 năm 2020, Axios báo cáo rằng Apple đã "quan tâm nghiêm túc" đến việc mua TikTok, mặc dù điều này sau đó đã bị Apple phủ nhận. Vào ngày 19 tháng 8 năm 2020, giá cổ phiếu của Apple đã đạt đỉnh 467,77 đô la, đưa Apple trở thành công ty Hoa Kỳ đầu tiên có vốn hóa thị trường là 2 nghìn tỷ đô la. Vào ngày 2 tháng 9 năm 2020, Apple đã công bố các tính năng sắp tới của iOS sẽ được giới thiệu vào cuối năm nay, cho phép các nhà phát triển cung cấp cho khách hàng mã đăng ký miễn phí hoặc giảm giá được gọi là "mã ưu đãi". Người dùng điều hành iOS 14, iPadOS 14 trở lên đã được tuyên bố đủ điều kiện để đổi mã ưu đãi trên App Store. Phiếu mua hàng được cho là có thể đổi qua hai phương thức, sử dụng URL đổi mã một lần hoặc API presentCodeRedemptionSheet, nếu được triển khai trong ứng dụng. Để tăng tốc độ giao thiết bị cho người tiêu dùng, Apple bắt đầu giao thiết bị trực tiếp từ các cửa hàng của mình kể từ tháng 10 năm 2020. Công ty đã tuyên bố sử dụng mạng lưới Apple Store của mình làm trung tâm thực hiện trên thực tế để vận chuyển sản phẩm trực tiếp từ cửa hàng đến khách hàng. Vào ngày 10 tháng 11 năm 2020, các nhà phát triển của Apple đã xác nhận việc ra mắt nhãn dán đeo khẩu trang trên các thiết bị iOS, điều này đã bị Apple từ chối trước đó vì cho rằng nhãn dán này là "tham chiếu không phù hợp đến đại dịch COVID-19 ".
Vào tháng 4 năm 2022, có thông tin cho rằng Samsung Electro-Mechanics sẽ hợp tác với Apple trong sản xuất chip M2 thay vì LG Innotek. Nhật ký của nhà phát triển cho thấy ít nhất chín mẫu Mac với bốn chip M2 khác nhau đang được thử nghiệm.
Tờ Wall Street Journal đưa tin rằng nỗ lực phát triển chip riêng của Apple đã giúp công ty chuẩn bị tốt hơn để đối phó với tình trạng thiếu hụt chất bán dẫn nổi lên trong thời kỳ đại dịch và dẫn đến lợi nhuận tăng cao, với doanh số bán máy tính Mac bao gồm chip M1 tăng mạnh vào năm 2020 và 2021. Điều này cũng truyền cảm hứng cho các công ty khác như Tesla, Amazon và Meta Platforms theo đuổi con đường tương tự.
Tháng 4 năm 2022, Apple đã mở một cửa hàng trực tuyến cho phép bất kỳ ai ở Mỹ xem hướng dẫn sửa chữa và đặt mua phụ tùng thay thế cho các mẫu iPhone gần đây nhất. Mặc dù chi phí giữa phương pháp này và việc sửa chữa chính thức được dự đoán là không đáng kể.
Tháng 5 năm 2022, một thương hiệu đã được đăng ký cho RealityOS, một hệ điều hành được cho là dành cho tai nghe thực tế ảo và thực tế tăng cường, được đề cập lần đầu tiên vào năm 2017. Theo Bloomberg, tai nghe này có thể được phát hành vào năm 2023. Các báo cáo nội bộ hơn nữa cho biết thiết bị này sử dụng quét mống mắt để xác nhận thanh toán và đăng nhập vào tài khoản.
Vào ngày 18 tháng 6 năm 2022, Apple Store ở Towson, Maryland đã trở thành cửa hàng đầu tiên được thành lập công đoàn ở Mỹ, với việc nhân viên bỏ phiếu tham gia Hiệp hội Công nhân Máy móc và Hàng không Quốc tế.
Vào ngày 7 tháng 7 năm 2022, Apple đã thêm Chế độ Lockdown (Lockdown Mode) vào macOS 13 và iOS 16 để phản hồi các tiết lộ về Pegasus trước đó; chế độ này tăng cường bảo mật cho người dùng có nguy cơ cao trước phần mềm độc hại zero-day có mục tiêu.
Apple đã ra mắt dịch vụ mua trước trả sau có tên 'Apple Pay Later' cho người dùng Apple Wallet vào tháng 3 năm 2023. Chương trình cho phép người dùng đăng ký vay tiền từ 50 đến 1.000 đô la để mua hàng trực tuyến hoặc trong ứng dụng và sau đó trả lại thông qua bốn kỳ hạn trả góp trong sáu tuần mà không có bất kỳ lãi suất hoặc phí nào.

#### Quá trình chuyển đổi Apple Silicon

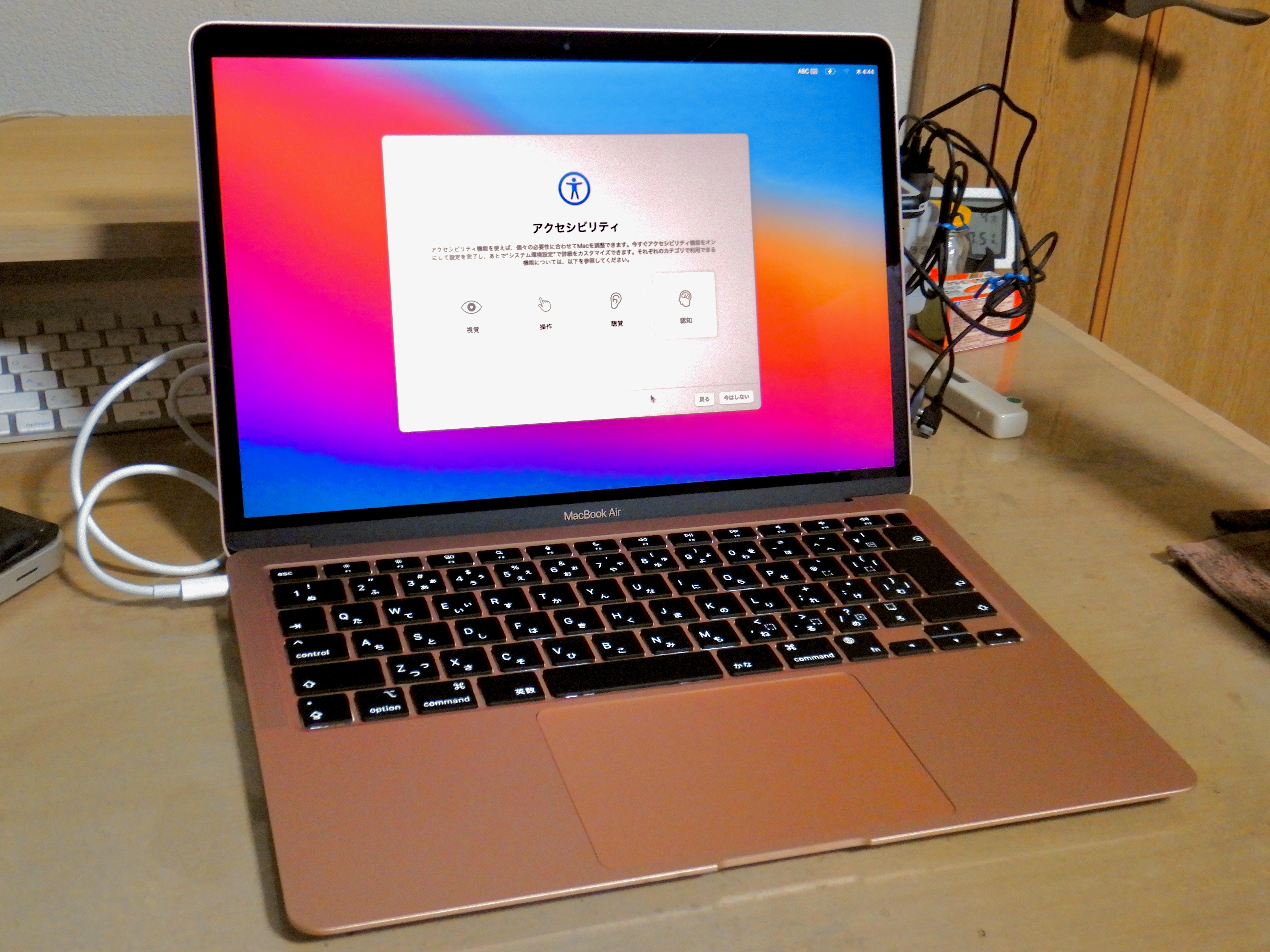
MacBook Air M1

Trong bài phát biểu quan trọng hàng năm của WWDC vào ngày 22 tháng 6 năm 2020, Apple đã thông báo rằng họ sẽ chuyển Mac từ bộ xử lý Intel sang bộ xử lý được phát triển trong nhà. Thông báo này đã được các nhà phân tích trong ngành mong đợi và người ta lưu ý rằng máy Mac có bộ vi xử lý của Apple sẽ cho phép tăng hiệu suất lớn hơn so với các mẫu sử dụng Intel hiện tại. Vào ngày 10 tháng 11 năm 2020, MacBook Air, MacBook Pro và Mac Mini đã trở thành những thiết bị Mac đầu tiên được trang bị bộ vi xử lý do Apple thiết kế, Apple M1.
Vào tháng 12 năm 2020, Apple thông báo họ đang có kế hoạch sản xuất ô tô điện tự lái vào năm 2024 bằng cách phát hành một chiếc ô tô chở khách chạy bằng công nghệ pin "cấp độ tiếp theo" của riêng mình.

## Sản phẩm

### Macintosh
Macintosh hiện đang được sản xuất:
- iMac: Máy tính để bàn tất cả trong một dành cho người tiêu dùng, được giới thiệu vào năm 1998.
- iMac Pro: Máy tính để bàn tất cả trong một chuyên nghiệp, được giới thiệu vào năm 2017.
- Mac Mini: Máy tính để bàn phụ dành cho người tiêu dùng, được giới thiệu vào năm 2005.
- MacBook Pro: Máy tính xách tay chuyên nghiệp, được giới thiệu vào năm 2006.
- Mac Pro: Máy tính để bàn Workstation, được giới thiệu vào năm 2006.
- MacBook Air: Máy tính xách tay siêu mỏng, siêu di động, được giới thiệu vào năm 2008.
- Mac Studio: Máy tính để bàn kết hợp của Mac Mini và Mac Pro, được giới thiệu vào năm 2022

Apple bán nhiều phụ kiện máy tính dành cho Mac, bao gồm Pro Display XDR, Magic Mouse, Magic Trackpad và Magic Keyboard.

### iPod

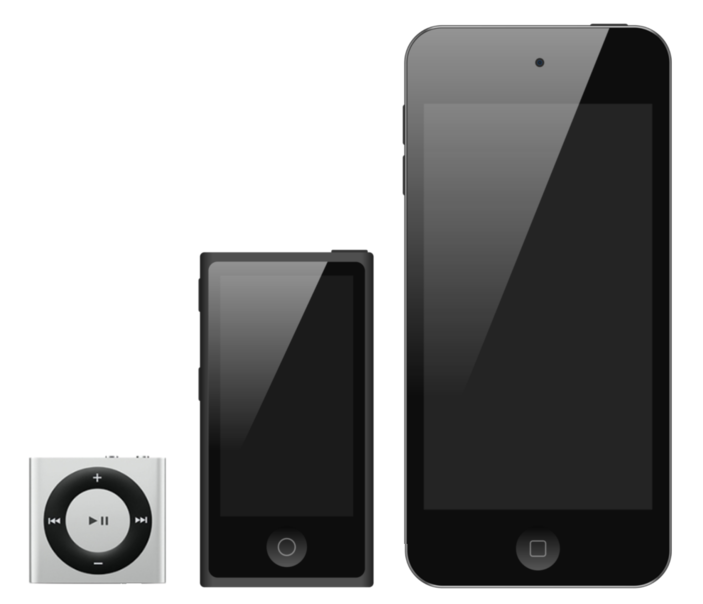
Từ trái qua phải: iPod Shuffle, iPod Nano, iPod Touch.

Ngày 23 tháng 10 năm 2001, Apple giới thiệu máy nghe nhạc kỹ thuật số iPod. Một số mô hình cập nhật đã được giới thiệu kể từ đó, và thương hiệu iPod hiện đang dẫn đầu thị trường về máy nghe nhạc di động với một tỷ suất lợi nhuận đáng kể. Hơn 390 triệu đơn vị đã được xuất xưởng Tính đến  tháng 9 năm 2015. Apple đã hợp tác với Nike để cung cấp Bộ thể thao Nike + iPod, cho phép người chạy bộ đồng bộ hóa và theo dõi quá trình chạy của họ với iTunes và trang web Nike +.
Vào cuối tháng 7 năm 2017, Apple đã ngừng cung cấp các mẫu iPod Nano và iPod Shuffle, chỉ còn lại iPod Touch.

### iPhone

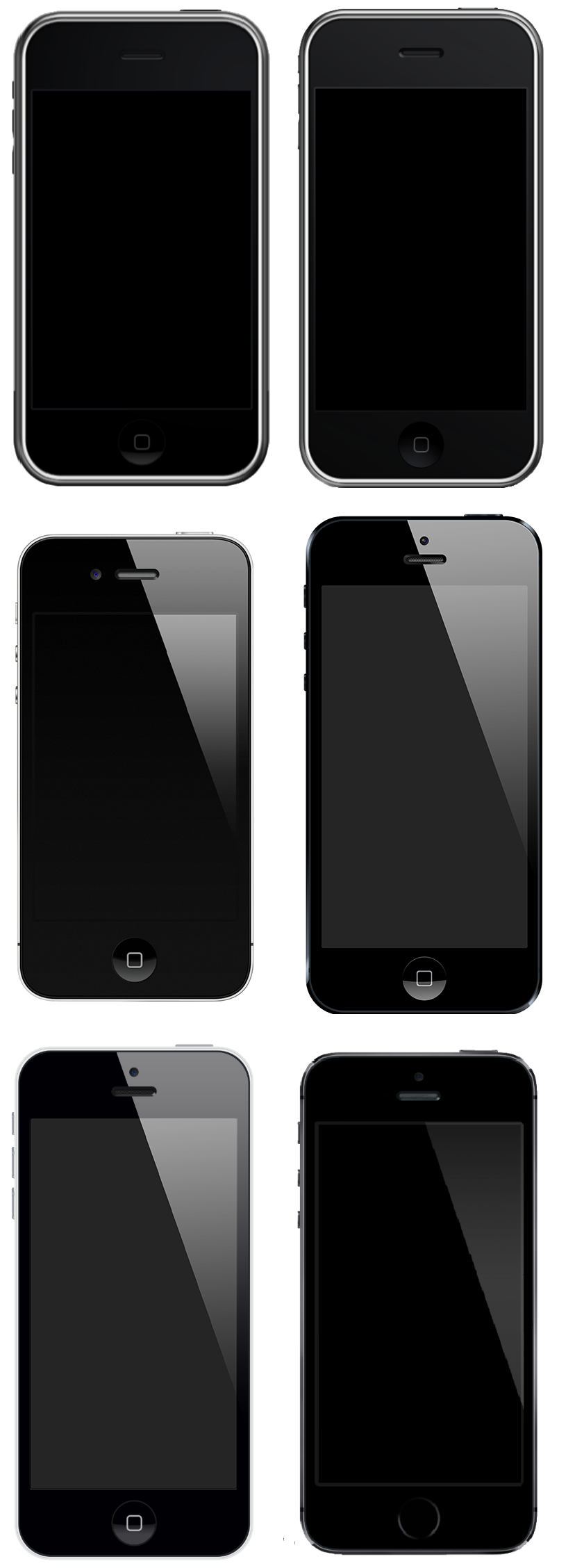
IPhone thế hệ đầu tiên, 3G, 4, 5, 5C và 5S.

Tại Hội nghị & Hội chợ triển lãm Macworld vào tháng 1 năm 2007, Steve Jobs đã giới thiệu chiếc iPhone  được mong đợi từ lâu, một sự kết hợp giữa điện thoại thông minh hỗ trợ Internet và iPod. IPhone thế hệ đầu tiên được phát hành vào ngày 29 tháng 6 năm 2007, với giá 499 USD (4 GB) và $ 599 (8 GB) với một hợp đồng AT&T. Vào ngày 5 tháng 2 năm 2008, nó đã được cập nhật để có 16 GB bộ nhớ, ngoài 8 GB và 4 GB mô hình. Nó kết hợp điện thoại di động GSM và EDGE 4 băng tần 2,5G với các tính năng được tìm thấy trong các thiết bị cầm tay, chạy phiên bản thu nhỏ của OS X (được gọi là iPhone OS sau khi ra mắt và sau đó được đổi tên thành iOS), với các ứng dụng Mac OS X khác nhau như Safari và Mail. Nó cũng bao gồm các ứng dụng dựa trên web và Bảng điều khiển như Google Maps và Thời tiết. IPhone có màn hình cảm ứng 3.5 inch, Bluetooth và Wi-Fi (cả "b" và "g").
Phiên bản thứ hai, iPhone 3G, được phát hành vào ngày 11 tháng 7 năm 2008, với mức giá giảm là 199 đô la cho chiếc 8 Mô hình GB và $ 299 cho 16 Mô hình GB. Phiên bản này đã thêm hỗ trợ cho mạng 3G và hỗ trợ định vị GPS. Mặt sau phẳng màu bạc và hình vuông ăng-ten lớn của mô hình ban đầu đã bị loại bỏ để chuyển sang mặt lưng đen hoặc trắng bóng, cong. Khả năng của phần mềm đã được cải thiện với việc phát hành App Store, nơi cung cấp các ứng dụng tương thích với iPhone để tải xuống. Vào ngày 24 tháng 4 năm 2009, App Store  vượt qua một tỷ lượt tải xuống. Vào ngày 8 tháng 6 năm 2009, Apple công bố iPhone 3GS. Nó cung cấp một bản cập nhật gia tăng cho thiết bị, bao gồm các thành phần bên trong nhanh hơn, hỗ trợ tốc độ 3G nhanh hơn, khả năng quay video và điều khiển bằng giọng nói.
Tại Hội nghị các nhà phát triển toàn thế giới (WWDC) vào ngày 7 tháng 6 năm 2010, Apple đã công bố iPhone 4 được thiết kế lại. Nó có màn hình 960 × 640, bộ xử lý Apple A4, con quay hồi chuyển để chơi game nâng cao, camera 5MP với đèn flash LED, camera VGA mặt trước và gọi điện video FaceTime. Ngay sau khi phát hành, người tiêu dùng đã phát hiện ra các vấn đề về thu sóng, do dải thép không gỉ xung quanh viền của thiết bị, cũng là ăng-ten Wi-Fi của điện thoại. Vấn đề đã được khắc phục bằng một "Ốp lưng" được Apple phân phối miễn phí cho tất cả các chủ sở hữu trong vài tháng. Vào tháng 6 năm 2011, Apple đã vượt qua Nokia để trở thành nhà sản xuất điện thoại thông minh lớn nhất thế giới về số lượng. Vào ngày 4 tháng 10 năm 2011, Apple công bố iPhone 4S, được phát hành lần đầu tiên vào ngày 14 tháng 10 năm 2011. Nó có bộ vi xử lý Apple A5 và công nghệ trợ lý giọng nói Siri, thứ mà Apple đã mua lại vào năm 2010 từ Trung tâm Trí tuệ Nhân tạo Quốc tế SRI. Nó cũng có camera 8MP được cập nhật với ống kính quang học mới. Apple đã bắt đầu một tính năng trợ năng mới, Thiết bị trợ thính dành cho iPhone với iPhone 4S. Sản phẩm hỗ trợ thính giác dành cho iPhone có tính năng Live Listen, nó có thể giúp người dùng nghe thấy một cuộc trò chuyện trong một căn phòng ồn ào hoặc nghe thấy ai đó đang nói chuyện trong phòng. Apple đã bán 4 triệu điện thoại iPhone 4S trong ba ngày đầu tiên có hàng.

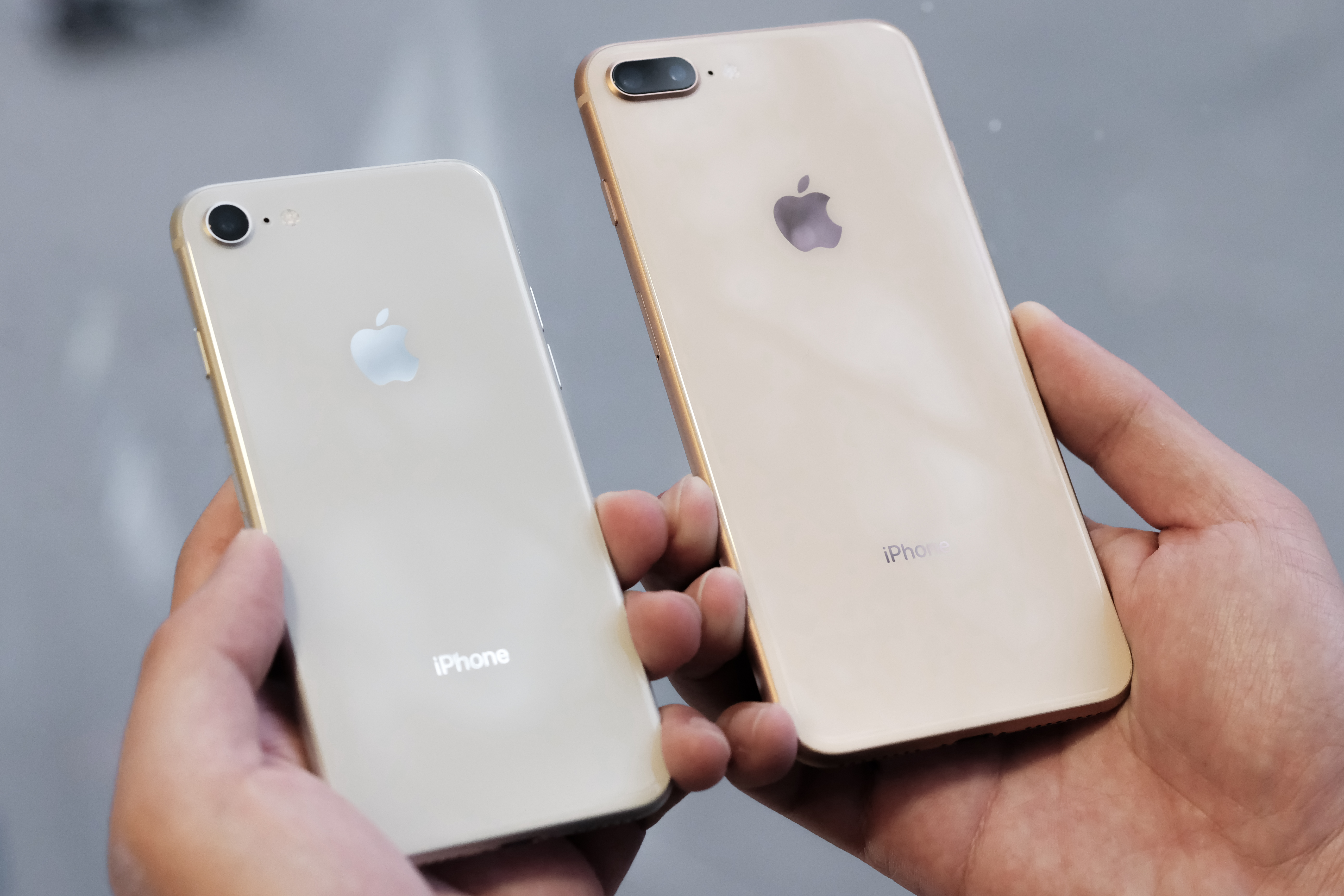
Một chiếc iPhone 8 màu vàng cùng với một chiếc 8 Plus vàng.

Vào ngày 12 tháng 9 năm 2012, Apple đã giới thiệu iPhone 5. Nó có màn hình 4 inch, kết nối 4G LTE và chip Apple A6 được nâng cấp cùng một số cải tiến khác. Hai triệu iPhone đã được bán trong 24 giờ đầu tiên đặt hàng trước  và hơn năm triệu thiết bị cầm tay đã được bán trong ba ngày đầu tiên kể từ khi ra mắt. Khi ra mắt iPhone 5S và iPhone 5C, Apple đã lập kỷ lục mới về doanh số bán điện thoại thông minh cuối tuần đầu tiên khi bán được hơn chín triệu thiết bị trong ba ngày đầu tiên ra mắt. Việc ra mắt iPhone 5S và 5C là lần đầu tiên Apple ra mắt cùng lúc hai mẫu điện thoại.
Một bằng sáng chế được nộp vào tháng 7 năm 2013 đã tiết lộ sự phát triển của một hệ thống pin iPhone mới sử dụng dữ liệu vị trí kết hợp với dữ liệu về thói quen của người dùng để điều chỉnh cài đặt nguồn của thiết bị cầm tay cho phù hợp. Apple đang hướng tới một hệ thống quản lý năng lượng sẽ cung cấp các tính năng như khả năng iPhone ước tính khoảng thời gian người dùng sẽ rời khỏi nguồn điện để điều chỉnh mức sử dụng năng lượng và chức năng phát hiện điều chỉnh tốc độ sạc cho phù hợp nhất loại nguồn điện đang được sử dụng.
Vào ngày 9 tháng 9 năm 2014, Apple đã giới thiệu iPhone 6, cùng với iPhone 6 Plus, cả hai đều có kích thước màn hình trên 4 inch. Một năm sau, Apple giới thiệu iPhone 6S và iPhone 6S Plus, giới thiệu một công nghệ mới gọi là 3D Touch, bao gồm tăng camera sau lên 12 MP và camera FaceTime lên 5 MP. Vào ngày 21 tháng 3 năm 2016, Apple đã giới thiệu iPhone SE thế hệ đầu tiên có kích thước màn hình 4 inch được sử dụng lần cuối cùng với 5S và có phần cứng bên trong gần giống với 6S.
Vào tháng 7 năm 2016, Apple tuyên bố rằng một tỷ chiếc iPhone đã được bán ra.
Vào ngày 7 tháng 9 năm 2016, Apple đã giới thiệu iPhone 7 và iPhone 7 Plus, có tính năng cải thiện hiệu suất hệ thống và đồ họa, khả năng chống nước IP67, hệ thống camera kép phía sau mới trên mẫu 7 Plus và làm một việc gây tranh cãi là loại bỏ  giắc cắm tai nghe 3.5 mm.
Vào ngày 12 tháng 9 năm 2017, Apple đã giới thiệu iPhone 8 và iPhone 8 Plus, được coi là bản cập nhật tiến hóa cho các điện thoại trước đó của họ với bộ xử lý nhanh hơn, công nghệ hiển thị cải tiến, hệ thống camera nâng cấp và sạc không dây. Công ty cũng đã công bố iPhone X, thay đổi hoàn toàn phần cứng của dòng iPhone, loại bỏ nút Home để chuyển sang công nghệ nhận dạng khuôn mặt và có thiết kế gần như không viền cùng với sạc không dây.
Vào ngày 12 tháng 9 năm 2018, Apple đã giới thiệu iPhone XS, iPhone XS Max và iPhone XR. IPhone XS và iPhone XS Max cải thiện màn hình và hệ thống camera kép cải tiến và nhanh hơn. IPhone XR, phiên bản cấp thấp hơn, có màn hình LCD 6,1 inch thay vì OLED, loại bỏ camera tele và thay thế khung thép không gỉ bằng nhôm anodized. Cả ba thiết bị đều có chip A12 Bionic, bộ xử lý 7 nanomet đầu tiên trên điện thoại thông minh, với Neural Engine thế hệ tiếp theo và hệ thống camera TrueDepth.
Vào ngày 10 tháng 9 năm 2019, Apple đã giới thiệu iPhone 11, iPhone 11 Pro và iPhone 11 Pro Max. IPhone 11 có cùng màn hình LCD Liquid Retina được sử dụng trong iPhone XR và thiết kế hầu như không thay đổi, ngoài việc bổ sung camera Ultrawide và xếp hạng IP68 cho khả năng chống nước và bụi. IPhone 11 Pro và iPhone 11 Pro Max có thiết kế bằng thép không gỉ và kính mờ có kết cấu mới và thiết lập ba camera bao gồm một camera Ultra Wide, Wide và Telephoto. Apple tuyên bố rằng thời lượng pin của dòng iPhone 11 Pro có khả năng kéo dài hơn 5 giờ so với iPhone XS và XS Max. IPhone 11 Pro và Pro Max cũng có màn hình OLED Super Retina XDR mới có khả năng cho độ sáng màn hình 800 nits. Tất cả các iPhone mới được công bố vào tháng 9 năm 2019 của Apple đều có chip A13 Bionic với Neural Engine thế hệ thứ ba, chip Apple U1, phát lại âm thanh không gian, chế độ chụp ảnh thiếu sáng và hệ thống Face ID được cải tiến.
Vào ngày 15 tháng 4 năm 2020, Apple đã công bố iPhone SE thế hệ thứ hai mới. Nó mô phỏng lại thiết kế của iPhone 8 - có màn hình 4,7 inch, viền khá lớn ở trên và dưới, và nút Home với Touch ID. Tuy nhiên, nó có bộ vi xử lý cải tiến, A13 Bionic và camera cải tiến ở mặt trước và mặt sau.
Vào ngày 13 tháng 10 năm 2020, Apple giới thiệu iPhone 12, iPhone 12 Mini, iPhone 12 Pro và iPhone 12 Pro Max. Các iPhone mới có thiết kế mới với các cạnh phẳng, một yếu tố thiết kế gợi nhớ đến thiết kế của iPhone 4 đến iPhone 5S và là thiết kế lại lớn đầu tiên kể từ iPhone X. Chúng cũng có bộ vi xử lý A14 Bionic, bộ vi xử lý 5 nanomet đầu tiên được sản xuất thương mại. IPhone 12 thay thế màn hình LCD Liquid Retina của người tiền nhiệm bằng màn hình Super Retina XDR OLED, giảm viền màn hình trong khi vẫn giữ nguyên kích thước màn hình. IPhone 12 Mini có màn hình 5,4 inch và thiết kế nhỏ hơn các iPhone 4,7 inch trước đó. IPhone 12 Pro và iPhone 12 Pro Max được cải tiến dựa trên iPhone 12 và iPhone 12 Mini, với các bổ sung như màn hình sáng hơn, camera tele và máy quét LiDAR. IPhone 12 Pro Max có màn hình lớn nhất trên bất kỳ iPhone nào cho đến nay, có màn hình 6,7 inch và cảm biến lớn hơn so với đối tác nhỏ hơn của nó. Bốn chiếc iPhone mới cũng đi kèm với mặt trước bằng kính cứng bằng gốm, được bán trên thị trường là Ceramic Shield, trong khi mặt sau vẫn giữ kính cường lực Dual-Ion Exchange thế hệ trước. Thế hệ iPhone này cũng gây tranh cãi khi loại bỏ cả tai nghe đi kèm và bộ đổi nguồn khỏi hộp, với lý do vì lợi ích môi trường.

### iPad
Vào ngày 27 tháng 1 năm 2010, Apple đã giới thiệu chiếc máy tính bảng đa phương tiện được mong đợi của họ, iPad. Nó cung cấp khả năng tương tác đa chạm với các định dạng đa phương tiện bao gồm báo, sách điện tử, ảnh, video, nhạc, tài liệu xử lý văn bản, trò chơi điện tử và hầu hết các ứng dụng iPhone hiện có sử dụng màn hình 9,7 inch. Nó cũng bao gồm một phiên bản di động của Safari để duyệt web, cũng như truy cập vào App Store, iTunes Library, iBookstore, Contacts và Notes. Nội dung có thể tải xuống qua Wi-Fi và dịch vụ 3G tùy chọn hoặc được đồng bộ hóa thông qua máy tính của người dùng. AT&T ban đầu là nhà cung cấp duy nhất của Hoa Kỳ về truy cập không dây 3G cho iPad.
Vào ngày 2 tháng 3 năm 2011, Apple đã giới thiệu iPad 2 với bộ vi xử lý nhanh hơn và một camera ở mặt trước và sau. Nó cũng bổ sung hỗ trợ cho dịch vụ 3G tùy chọn do Verizon cung cấp ngoài AT&T. Tính khả dụng của iPad 2 ban đầu bị hạn chế do hậu quả của trận động đất và sóng thần kinh hoàng ở Nhật Bản vào tháng 3 năm 2011.
IPad (thế hệ thứ ba) được phát hành vào ngày 7 tháng 3 năm 2012 và được tiếp thị là " iPad mới ". Nó đã thêm dịch vụ LTE từ AT&T hoặc Verizon, bộ xử lý A5X được nâng cấp và màn hình Retina. Kích thước và hệ số hình thức không thay đổi, với iPad mới dày và nặng hơn một chút so với phiên bản trước và có những thay đổi nhỏ về vị trí.

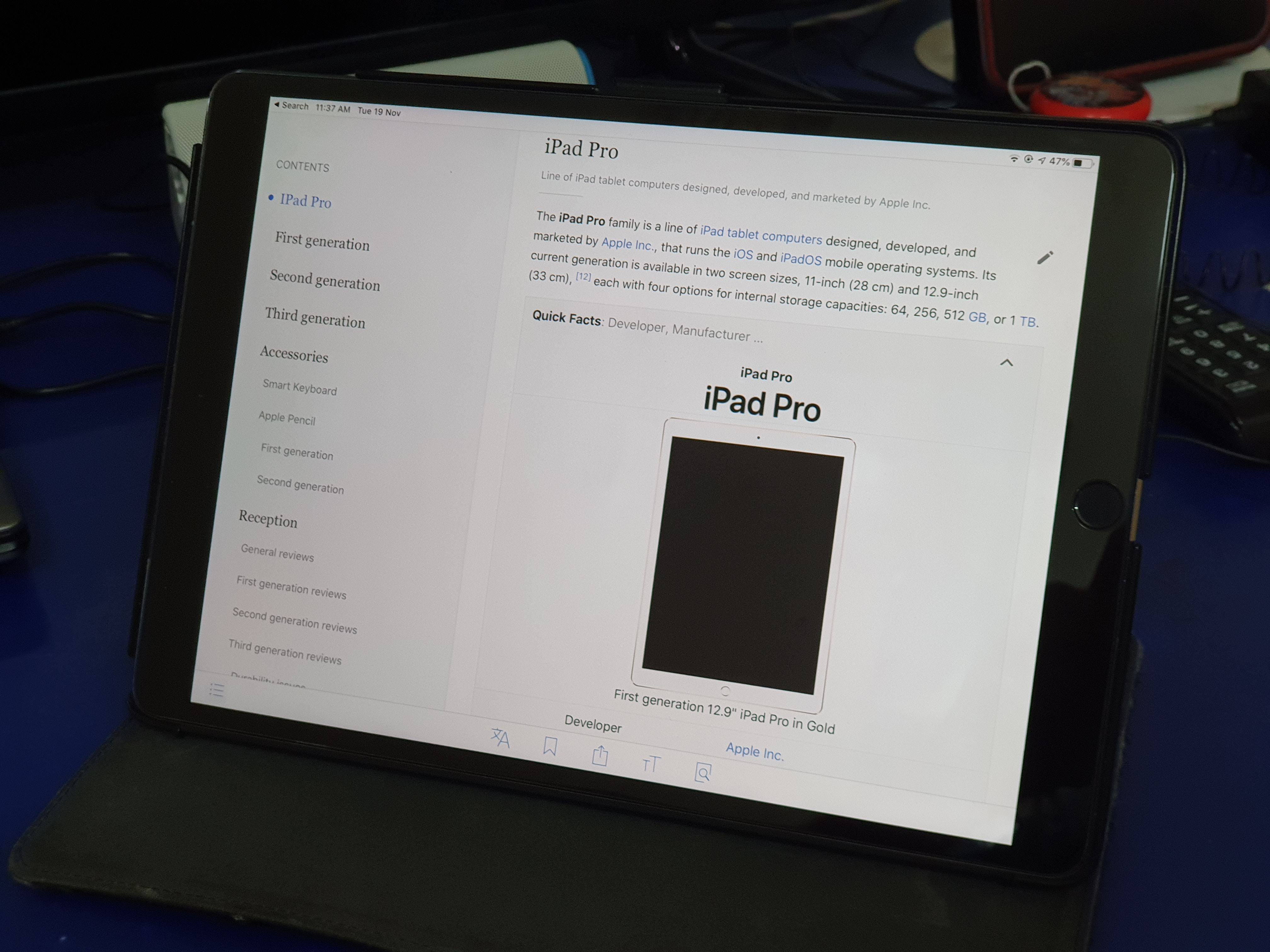
IPad Pro thế hệ thứ 2

Vào ngày 23 tháng 10 năm 2012, iPad thế hệ thứ tư của Apple ra mắt, được bán trên thị trường với tên gọi " iPad với màn hình Retina ". Nó đã bổ sung bộ xử lý A6X được nâng cấp và thay thế đầu nối đế cắm 30 chân truyền thống bằng đầu nối Lightning toàn kỹ thuật số. IPad Mini cũng được giới thiệu. Nó có màn hình giảm 7,9 inch và có nhiều thông số kỹ thuật bên trong tương tự như iPad 2.
Vào ngày 22 tháng 10 năm 2013, Apple đã giới thiệu iPad Air và iPad Mini với màn hình Retina, cả hai đều có bộ xử lý Apple A7 64-bit mới.
IPad Air 2 được công bố vào ngày 16 tháng 10 năm 2014. Nó đã bổ sung đồ họa tốt hơn và xử lý trung tâm và chế độ chụp liên tục máy ảnh cũng như các cập nhật nhỏ. IPad Mini 3 được ra mắt cùng lúc.
Kể từ khi ra mắt, người dùng iPad đã tải xuống hơn ba tỷ ứng dụng. Tổng số lượt tải xuống App Store, Tính đến  tháng 6 năm 2015, là hơn 100 tỷ.
Vào ngày 9 tháng 9 năm 2015, Apple đã công bố iPad Pro, một chiếc iPad có màn hình 12,9 inch hỗ trợ hai phụ kiện mới là Bàn phím thông minh và Bút chì Apple. Một bản cập nhật IPad Mini 4 đã được công bố cùng một lúc. IPad Pro 9,7 inch được công bố vào ngày 21 tháng 3 năm 2016. Vào ngày 5 tháng 6 năm 2017, Apple đã công bố iPad Pro mới với màn hình 10,5 inch để thay thế cho mẫu 9,7 inch và một mẫu 12,9 inch được cập nhật.

### Apple Watch

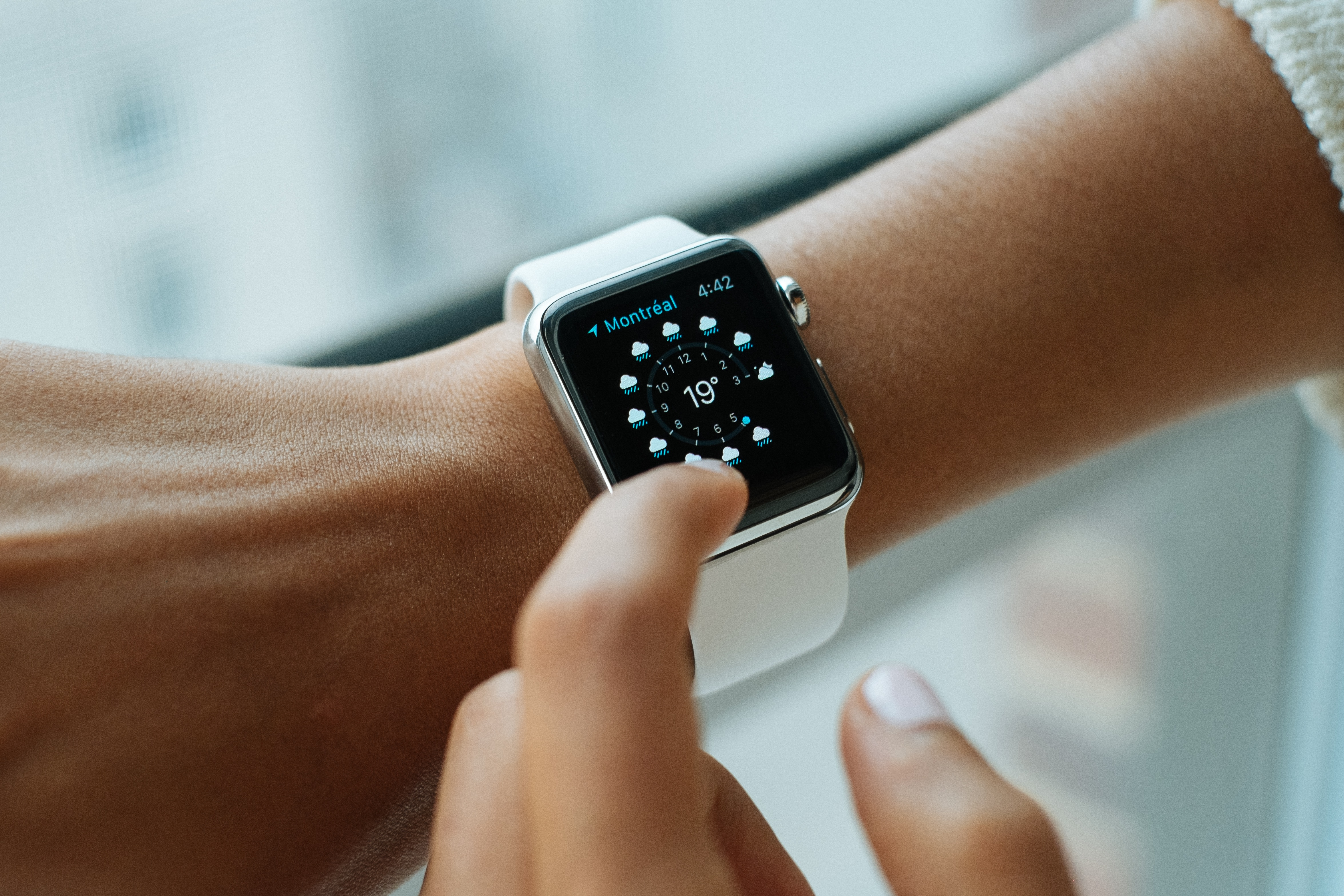
Apple Watch nhanh chóng trở thành thiết bị đeo bán chạy nhất, với 11.4 triệu chiếc đồng hồ đã bán trong nửa đầu năm 2015 theo công ty phân tích Canalys.

Đồng hồ thông minh Apple Watch ban đầu được Tim Cook công bố vào ngày 9 tháng 9 năm 2014, được giới thiệu là một sản phẩm theo dõi sức khỏe và thể dục. Nó được phát hành vào ngày 24 tháng 4 năm 2015.
Thế hệ thứ hai của Apple Watch, Apple Watch Series 2, được phát hành vào tháng 9 năm 2016, có khả năng chống nước cao hơn, bộ xử lý nhanh hơn và màn hình sáng hơn. Nó cũng được phát hành cùng với Series 1 rẻ hơn 
Vào ngày 12 tháng 9 năm 2017, Apple đã giới thiệu Apple Watch Series 3 có kết nối di động LTE, mang lại sự độc lập cho thiết bị đeo khỏi iPhone  ngoại trừ quá trình thiết lập.
Vào ngày 12 tháng 9 năm 2018, Apple đã giới thiệu Apple Watch Series 4, có màn hình hiển thị, điện tâm đồ và phát hiện người dùng ngã mới.
Vào ngày 10 tháng 9 năm 2019, Apple đã giới thiệu Apple Watch Series 5, có từ kế mới, bộ xử lý nhanh hơn và màn hình luôn hiển thị mới. Series 4 đã bị ngừng sản xuất.
Vào ngày 16 tháng 9 năm 2020, Apple đã giới thiệu Apple Watch Series 6, tập trung vào thể dục, có tính năng đo oxy trong máu và ECG, cùng các tính năng thể dục khác. Công ty cũng giới thiệu Apple Watch SE vào ngày 18 cùng tháng đó.

### Apple TV
Tại hội nghị Macworld năm 2007, Jobs đã trình diễn Apple TV (Jobs vô tình gọi thiết bị này là "iTV", tên mã của nó, khi đang ở trên sân khấu), một thiết bị video set-top nhằm tạo cầu nối cho việc bán nội dung truyền hình từ iTunes với độ nét cao. Thiết bị này chạy một biến thể của Mac OS X, liên kết với TV của người dùng và đồng bộ hóa qua mạng không dây hoặc có dây với thư viện iTunes của một máy tính và có thể truyền phát nội dung từ bốn máy tính khác. Apple TV ban đầu kết hợp với một ổ cứng 40 GB để lưu trữ, bao gồm đầu ra cho HDMI và video thành phần, và video đã phát ở độ phân giải tối đa 720p. Vào ngày 30 tháng 5 năm 2007, một ổ đĩa cứng 160 GB đã được phát hành cùng với mẫu hiện có 40 GB. Bản cập nhật phần mềm được phát hành vào ngày 15 tháng 1 năm 2008, cho phép các chương trình có thể được mua trực tiếp từ Apple TV.
Vào tháng 9 năm 2009, Apple đã ngừng cung cấp phiên bản gốc 40 GB Apple TV nhưng vẫn tiếp tục sản xuất và bán 160 GB Apple TV. Vào ngày 1 tháng 9 năm 2010, Apple đã phát hành Apple TV được thiết kế lại hoàn toàn chạy trên phiên bản iOS và ngừng sản xuất mẫu cũ hơn, chạy trên phiên bản Mac OS X. Thiết bị mới này có kích thước bằng 1/4, chạy êm hơn và thay thế nhu cầu về ổ cứng với khả năng truyền phát đa phương tiện từ bất kỳ thư viện iTunes nào trên mạng cùng với 8 GB bộ nhớ flash để lưu phương tiện đã tải xuống vào bộ nhớ cache. Giống như iPad và iPhone, Apple TV chạy trên bộ xử lý A4. Bộ nhớ trong thiết bị bằng một nửa bộ nhớ trong iPhone 4 là 256 MB; giống như iPad, iPhone 3GS, iPod Touch thế hệ thứ ba và thứ tư.
Nó có đầu ra HDMI là nguồn đầu ra video duy nhất. Các tính năng bao gồm quyền truy cập vào iTunes Store để thuê phim và chương trình truyền hình (đã ngừng mua), phát trực tuyến từ các nguồn video trên internet, bao gồm YouTube và Netflix, và phát trực tuyến phương tiện từ thư viện iTunes. Apple cũng giảm giá thiết bị xuống còn 99 USD. Thế hệ thứ ba của thiết bị đã được giới thiệu tại một sự kiện của Apple vào ngày 7 tháng 3 năm 2012, với các tính năng mới như độ phân giải cao hơn (1080p) và giao diện người dùng mới.
Tại sự kiện ngày 9 tháng 9 năm 2015, Apple đã tiết lộ Apple TV đã được đại tu, hiện chạy một biến thể tiếp theo của iOS được gọi là tvOS và chứa 32 GB hoặc 64 GB NAND Flash để lưu trữ trò chơi, chương trình và để lưu vào bộ nhớ cache của phương tiện đang phát. Việc phát hành cũng đồng thời với việc mở Apple TV App Store riêng và Siri Remote mới với bàn di chuột bằng kính, con quay hồi chuyển và micro.
Vào ngày 12 tháng 12 năm 2016, Apple đã phát hành một ứng dụng trình phát phương tiện iOS và tvOS mới có tên là TV để thay thế ứng dụng iOS "Videos" hiện có.
Tại sự kiện ngày 12 tháng 9 năm 2017, Apple đã phát hành một chiếc Apple TV 4K mới với kiểu dáng tương tự như mẫu Thế hệ thứ 4. Mô hình 4K được cung cấp bởi A10X SoC được thiết kế trong nhà mà cũng được sử dụng trong iPad Pro thế hệ thứ hai của họ. Mô hình 4K cũng hỗ trợ dải động cao.
Vào ngày 25 tháng 3 năm 2019, Apple đã công bố Apple TV +, dịch vụ truyền hình web theo yêu cầu video đăng ký hàng đầu sắp tới của họ, sẽ đến vào mùa thu năm 2019. TV + có các chương trình, phim và phim tài liệu gốc độc quyền. Họ cũng đã công bố bản cập nhật cho ứng dụng TV với tính năng " Kênh " mới và ứng dụng TV sẽ mở rộng sang macOS, nhiều mẫu TV thông minh, thiết bị Roku và thiết bị Amazon Fire TV vào cuối năm 2019.

### HomePod

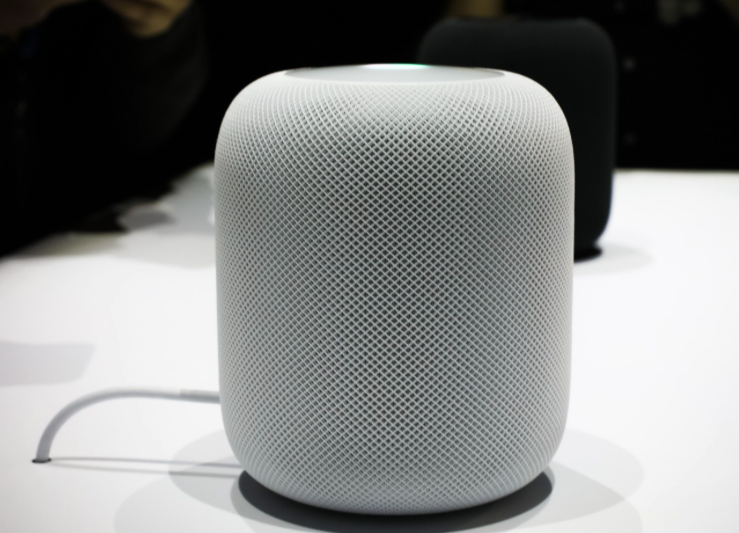
Một chiếc HomePod màu trắng

Loa thông minh đầu tiên của Apple, HomePod được phát hành vào ngày 9 tháng 2 năm 2018, sau khi bị trì hoãn so với bản phát hành đầu tiên vào tháng 12 năm 2017. Nó có bảy loa tweeter ở đế, một loa trầm bốn inch ở trên cùng và sáu micrô để điều khiển bằng giọng nói và tối ưu hóa âm thanh  Vào ngày 12 tháng 9 năm 2018, Apple thông báo rằng HomePod sẽ thêm các tính năng mới— tìm kiếm theo lời bài hát, đặt nhiều bộ hẹn giờ, thực hiện và nhận cuộc gọi điện thoại, Find My iPhone, Siri Shortcut— và ngôn ngữ Siri. Vào năm 2019, Apple, Google, Amazon và Zigbee Alliance đã công bố hợp tác để làm cho các sản phẩm nhà thông minh có thể hoạt động cùng nhau.

### Phần mềm và dịch vụ

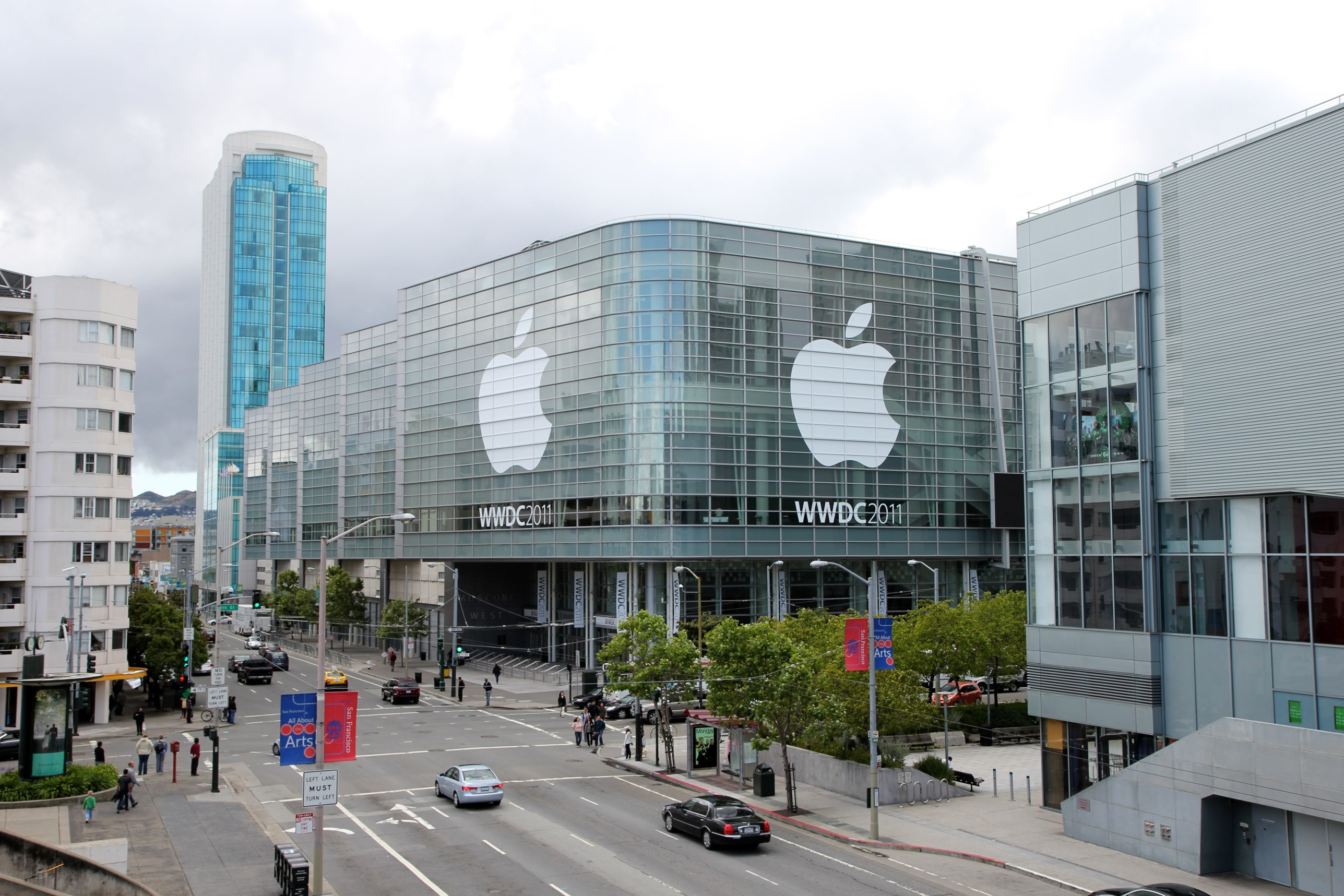
Hội nghị các nhà phát triển toàn cầu của Apple được Apple tổ chức hàng năm để giới thiệu phần mềm và công nghệ mới của hãng dành cho các nhà phát triển phần mềm.

Apple phát triển các hệ điều hành riêng để chạy trên các thiết bị của mình, bao gồm macOS cho máy tính cá nhân Mac, iOS cho điện thoại thông minh và máy tính bảng iPhone, iPad và iPod Touch, watchOS cho đồng hồ thông minh Apple Watch, và tvOS cho trình phát đa phương tiện kỹ thuật số Apple TV.
Đối với iOS và macOS, Apple cũng phát triển các sản phẩm phần mềm của riêng mình, bao gồm Pages để viết, Numbers cho bảng tính và Keynote cho bản trình bày, như một phần của gói phần mềm năng suất iWork. Đối với macOS, nó cũng cung cấp iMovie và Final Cut Pro X để chỉnh sửa video, và GarageBand và Logic Pro X để tạo nhạc.
Phạm vi phần mềm máy chủ của Apple bao gồm hệ điều hành macOS Server; Apple Remote Desktop, một ứng dụng quản lý hệ thống từ xa; và Xsan, một hệ thống tệp mạng SAN.
Apple cũng cung cấp các dịch vụ trực tuyến với iCloud, cung cấp dịch vụ lưu trữ và đồng bộ hóa đám mây cho nhiều loại dữ liệu người dùng, bao gồm tài liệu, ảnh, nhạc, bản sao lưu thiết bị và dữ liệu ứng dụng, và Apple Music, dịch vụ phát trực tuyến nhạc và video.

### Xe điện
Theo Sydney Morning Herald, Apple muốn bắt đầu sản xuất ô tô điện với khả năng lái tự động sớm nhất vào năm 2020. Apple đã nỗ lực tuyển dụng các kỹ sư phát triển pin và các kỹ sư ô tô điện khác từ A123 Systems, LG Chem, Samsung Electronics, Panasonic, Toshiba, Johnson Controls và Tesla Motors.

## Tài chính
Apple là công ty công nghệ lớn nhất thế giới về doanh thu, công ty công nghệ lớn nhất thế giới về tổng tài sản và là nhà sản xuất điện thoại di động lớn thứ hai thế giới sau Samsung.
Trong năm tài chính kết thúc vào tháng 9 năm 2011, Apple Inc. đã báo cáo tổng doanh thu hàng năm là 108 tỷ USD - tăng đáng kể so với doanh thu năm 2010 là 65 tỷ USD - và dự trữ tiền mặt gần 82 tỷ USD. Vào ngày 19 tháng 3 năm 2012, Apple đã công bố kế hoạch trả cổ tức 2,65 USD/cổ phiếu bắt đầu từ quý IV năm 2012, sau khi được hội đồng quản trị phê duyệt.
Doanh thu hàng năm trên toàn thế giới của công ty trong năm 2013 đạt tổng cộng 170 tỷ USD. Vào tháng 5 năm 2013, Apple lần đầu tiên lọt vào top 10 danh sách Fortune 500 của các công ty, tăng 11 bậc so với xếp hạng năm 2012 để đứng ở vị trí thứ 6. Tính đến  năm 2016, Apple có khoảng 234 tỷ USD tiền mặt và chứng khoán có thể bán được, trong đó 90% được đặt bên ngoài Hoa Kỳ vì mục đích thuế.
Apple đã chiếm 65% tổng lợi nhuận của 8 nhà sản xuất điện thoại thông minh lớn nhất thế giới trong quý 1 năm 2014, theo báo cáo của Canaccord Genuity. Trong quý 1 năm 2015, công ty đã chiếm 92% tổng lợi nhuận.
Vào ngày 30 tháng 4 năm 2017, The Wall Street Journal đưa tin rằng Apple có dự trữ tiền mặt là 250 tỷ USD, và được Apple chính thức xác nhận là 256,8 tỷ USD vài ngày sau đó.
Tính đến  ngày 3 tháng 8 năm 2018, Apple là công ty đại chúng lớn nhất thế giới về vốn hóa thị trường. Vào ngày 2 tháng 8 năm 2018, Apple trở thành công ty đại chúng đầu tiên của Mỹ đạt giá trị thị trường 1 nghìn tỷ USD. Apple được xếp hạng thứ 4 trong bảng xếp hạng Fortune 500 năm 2018 về các tập đoàn lớn nhất của Hoa Kỳ theo tổng doanh thu.
Vào tháng 7 năm 2022, Apple báo cáo lợi nhuận quý 3 giảm 11% so với cùng kỳ năm 2021. Doanh thu của công ty trong cùng kỳ tăng 2% so với cùng kỳ năm ngoái lên 83 tỷ USD, nhưng con số này cũng thấp hơn so với năm 2021, khi mức tăng là 36%. Sự suy thoái chung được cho là do nền kinh tế toàn cầu suy thoái và gián đoạn chuỗi cung ứng ở Trung Quốc.
Vào tháng 5 năm 2023, Apple báo cáo doanh số bán hàng giảm trong quý đầu tiên năm 2023. So với cùng kỳ năm 2022, doanh thu năm 2023 giảm 3%. Đây là quý thứ hai liên tiếp Apple chứng kiến doanh số sụt giảm. Sự sụt giảm này được cho là do nền kinh tế suy thoái và người tiêu dùng trì hoãn việc mua iPad và máy tính do giá tăng. Tuy nhiên, doanh số bán iPhone vẫn giữ được mức tăng trưởng 1,5% so với cùng kỳ năm ngoái. Theo Apple, nhu cầu đối với các thiết bị này vẫn mạnh mẽ, đặc biệt là ở Mỹ Latinh và Nam Á.

### Thuế
Apple đã thành lập các công ty con ở những nơi có mức thuế thấp như Ireland, Hà Lan, Luxembourg và Quần đảo Virgin thuộc Anh để giảm thuế phải nộp trên toàn thế giới. Theo The New York Times, vào những năm 1980, Apple là một trong những công ty công nghệ đầu tiên chỉ định nhân viên bán hàng ở nước ngoài ở các quốc gia có mức thuế cao theo cách cho phép công ty bán hàng thay mặt cho các công ty con có mức thuế thấp ở các châu lục khác, tránh được thuế thu nhập. Vào cuối những năm 1980, Apple là người tiên phong trong một kỹ thuật kế toán được gọi là "Double Irish with a Dutch sandwich", giúp giảm thuế bằng cách chuyển lợi nhuận thông qua các công ty con ở Ireland và Hà Lan và sau đó đến Caribbean.
Vào ngày 30 tháng 10 năm 2012, Nghị sĩ Đảng Bảo thủ Anh Charlie Elphicke đã công bố một nghiên cứu cho thấy một số công ty đa quốc gia, bao gồm Apple Inc., đang kiếm được hàng tỷ bảng lợi nhuận ở Vương quốc Anh, nhưng chỉ trả thuế hiệu quả cho Kho bạc Vương quốc Anh là 3%, thấp hơn nhiều so với tỷ lệ thuế doanh nghiệp tiêu chuẩn. Ông đã theo dõi nghiên cứu này bằng việc kêu gọi Bộ trưởng Tài chính George Osborne buộc các công ty đa quốc gia này, bao gồm cả Google và Công ty Coca-Cola, phải công bố tỷ lệ thuế hiệu quả mà họ phải trả trên doanh thu ở Vương quốc Anh. Elphicke cũng cho biết các hợp đồng của chính phủ nên được giữ lại khỏi các công ty đa quốc gia không đóng góp phần công bằng của họ cho thuế ở Vương quốc Anh.
Theo một báo cáo của Thượng viện Hoa Kỳ về cấu trúc thuế nước ngoài của công ty được kết luận vào tháng 5 năm 2013, Apple đã giữ hàng tỷ đô la lợi nhuận trong các công ty con ở Ireland để trả ít hoặc không phải trả thuế cho bất kỳ chính phủ nào bằng cách sử dụng một cấu trúc thuế toàn cầu bất thường. Công ty con chính, một công ty holding bao gồm các cửa hàng bán lẻ của Apple trên khắp châu Âu, đã không trả bất kỳ khoản thuế thu nhập doanh nghiệp nào trong 5 năm qua. "Apple đã khai thác một sự khác biệt giữa các quy tắc cư trú thuế của Ireland và Hoa Kỳ", báo cáo cho biết.
Vào ngày 21 tháng 5 năm 2013, CEO Tim Cook của Apple đã bảo vệ các chiến thuật thuế của công ty trong một phiên điều trần của Thượng viện.
Apple cho biết họ là công ty đóng thuế lớn nhất ở Mỹ, với tỷ lệ thuế hiệu quả khoảng 26% tính đến quý 2 năm tài chính 2016. Trong một cuộc phỏng vấn với tờ báo Đức FAZ vào tháng 10 năm 2017, Tim Cook tuyên bố rằng Apple là công ty đóng thuế lớn nhất thế giới.
Năm 2016, sau hai năm điều tra, Ủy ban Châu Âu tuyên bố rằng việc Apple sử dụng thỏa thuận thuế Double Irish lai ghép cấu thành "trợ cấp nhà nước bất hợp pháp" từ Ireland và yêu cầu Apple trả 13 tỷ euro (14,5 tỷ đô la Mỹ) tiền thuế chưa nộp, mức phạt thuế doanh nghiệp lớn nhất trong lịch sử. Quyết định này sau đó đã bị hủy bỏ, sau khi Tòa án Công lý Châu Âu phán quyết rằng Ủy ban đã không cung cấp đủ bằng chứng. Năm 2018, Apple đã hồi hương 285 tỷ USD về Mỹ, dẫn đến việc phải trả khoản thuế 38 tỷ USD được phân bổ trong 8 năm tiếp theo.

### Từ thiện
Apple là đối tác của (PRODUCT)RED, một chiến dịch gây quỹ cho tổ chức từ thiện phòng chống AIDS. Vào tháng 11 năm 2014, Apple đã sắp xếp để tất cả doanh thu của App Store trong hai tuần được dành cho chiến dịch gây quỹ, thu về hơn 20 triệu USD, và vào tháng 3 năm 2017, công ty đã phát hành iPhone 7 với màu đỏ.
Apple đóng góp tài chính cho các hoạt động gây quỹ trong thời gian xảy ra thiên tai. Vào tháng 11 năm 2012, Apple đã quyên góp 2,5 triệu USD cho Hội Chữ thập đỏ Hoa Kỳ để hỗ trợ các nỗ lực cứu trợ sau cơn bão Sandy, và vào năm 2017, Apple đã quyên góp 5 triệu USD cho các nỗ lực cứu trợ cho cả bão Irma và bão Harvey, cũng như cho trận động đất ở miền trung Mexico năm 2017. Công ty cũng đã sử dụng nền tảng iTunes của mình để khuyến khích mọi người quyên góp sau các thảm họa môi trường và khủng hoảng nhân đạo, chẳng hạn như trận động đất Haiti năm 2010, trận động đất Nhật Bản năm 2011, bão Haiyan ở Philippines vào tháng 11 năm 2013, và cuộc khủng hoảng di cư châu Âu năm 2015. Apple nhấn mạnh rằng họ không phải chịu bất kỳ phí xử lý hoặc phí nào khác đối với các khoản quyên góp trên iTunes, gửi 100% số tiền thanh toán trực tiếp cho các nỗ lực cứu trợ, mặc dù công ty cũng thừa nhận rằng Hội Chữ thập đỏ không nhận được bất kỳ thông tin cá nhân nào về những người dùng quyên góp và các khoản thanh toán có thể không được khấu trừ thuế.
Vào ngày 14 tháng 4 năm 2016, Apple và Quỹ Quốc tế Bảo tồn Thiên nhiên (WWF) đã công bố rằng họ đã tham gia vào quan hệ đối tác để "giúp bảo vệ sự sống trên hành tinh của chúng ta." Apple đã phát hành một trang đặc biệt trong iTunes App Store, Apps for Earth. Trong thỏa thuận này, Apple đã cam kết rằng thông qua ngày 24 tháng 4, WWF sẽ nhận được 100% số tiền thu được từ các ứng dụng tham gia App Store thông qua cả việc mua bất kỳ ứng dụng trả phí nào và Mua hàng trong ứng dụng. Chiến dịch Apps for Earth của Apple và WWF đã huy động được hơn 8 triệu đô la Mỹ tổng doanh thu để hỗ trợ công việc bảo tồn của WWF. WWF đã công bố kết quả tại WWDC 2016 ở San Francisco.
Trong đại dịch COVID-19, CEO Cook của Apple đã thông báo rằng công ty sẽ quyên góp "hàng triệu" khẩu trang cho nhân viên y tế ở Hoa Kỳ và Châu Âu.
Vào ngày 13 tháng 1 năm 2021, Apple đã công bố sáng kiến "Racial Equity and Justice Initiative" trị giá 100 triệu đô la Mỹ để giúp chống lại nạn phân biệt chủng tộc thể chế trên toàn thế giới.

## Marketing

### Thương hiệu

Logo chính thức đầu tiên của Apple Inc. (1977–1998)

Theo Steve Jobs, tên công ty được truyền cảm hứng từ chuyến thăm một trang trại táo của ông khi ông đang ăn kiêng trái cây. Jobs nghĩ rằng cái tên "Apple" là "vui vẻ, sôi nổi và không đáng sợ." Steve Jobs và Steve Wozniak là những người hâm mộ của the Beatles, nhưng Apple Inc. đã gặp phải vấn đề về thương hiệu tên và logo với Apple Corps Ltd., một công ty đa phương tiện được thành lập bởi The Beatles vào năm 1968. Điều này dẫn đến một loạt các vụ kiện tụng và căng thẳng giữa hai công ty. Những vấn đề này kết thúc khi họ giải quyết xong vụ kiện vào năm 2007.
Logo đầu tiên của Apple, được thiết kế bởi Ron Wayne, miêu tả cảnh Sir Isaac Newton ngồi dưới gốc cây táo. Nó gần như ngay lập tức được thay thế bởi "Rainbow Apple" của Rob Janoff, hình bóng một quả táo màu cầu vồng quen thuộc hiện nay với một vết cắn được lấy ra. Vào ngày 27 tháng 8 năm 1999, Apple chính thức loại bỏ tông màu cầu vồng và bắt đầu sử dụng các logo đơn sắc gần như giống hệt về hình dạng với phiên bản cầu vồng trước đó.
Vào một thời điểm nào đó, Apple đã tích cực tham gia vào các nhà truyền giáo Apple, nhưng điều này diễn ra sau khi hiện tượng này đã được thiết lập vững chắc. Người truyền giáo Apple Guy Kawasaki đã gọi sự cuồng tín thương hiệu là "thứ gì đó tình cờ gặp được", trong khi Ive tuyên bố vào năm 2014 rằng "mọi người có mối quan hệ vô cùng cá nhân" với các sản phẩm của Apple.
Tạp chí Fortune đã vinh danh Apple là công ty được ngưỡng mộ nhất ở Hoa Kỳ vào năm 2008 và trên thế giới từ năm 2008 đến 2012. Vào ngày 30 tháng 9 năm 2013, Apple đã vượt qua Coca-Cola để trở thành thương hiệu giá trị nhất thế giới trong báo cáo "Best Global Brands" của Omnicom Group. Boston Consulting Group đã xếp hạng Apple là thương hiệu sáng tạo nhất thế giới hàng năm tính đến năm 2005.
Tính đến  tháng 1 năm 2021, có 1,65 tỷ sản phẩm Apple đang được sử dụng. Vào tháng 2 năm 2023, con số đó đã vượt quá 2 tỷ thiết bị.

### Quảng cáo
Câu khẩu hiệu đầu tiên của Apple, "Byte into an Apple" (Cắn một quả táo), được ra đời vào cuối những năm 1970. Từ năm 1997 đến năm 2002, câu khẩu hiệu "Think different" (Nghĩ khác) đã được sử dụng trong các chiến dịch quảng cáo và vẫn gắn liền chặt chẽ với Apple. Apple cũng có các khẩu hiệu cho các dòng sản phẩm cụ thể, chẳng hạn như "iThink, therefore iMac" (Tôi suy nghĩ, vì vậy tôi là iMac) được sử dụng vào năm 1998 để quảng cáo iMac, và "Say hello to iPhone" (Hãy chào iPhone) đã được sử dụng trong các quảng cáo iPhone. "Hello" cũng được sử dụng để giới thiệu Macintosh, Newton, iMac ("hello (again)") và iPod nguyên bản.
Từ khi ra mắt Macintosh vào năm 1984, với quảng cáo Super Bowl năm 1984 đến quảng cáo Get a Mac hiện đại hơn, Apple đã được công nhận về nỗ lực quảng cáo và tiếp thị hiệu quả cho các sản phẩm của mình. Tuy nhiên, những tuyên bố được đưa ra bởi các chiến dịch sau đó đã bị chỉ trích, đặc biệt là quảng cáo Power Mac năm 2005. Quảng cáo sản phẩm của Apple đã thu hút được sự chú ý đáng kể do đồ họa bắt mắt và giai điệu hấp dẫn. Các nhạc sĩ có được lợi từ việc nâng cao hồ sơ nhờ các bài hát của họ được đưa vào quảng cáo của Apple bao gồm ca sĩ người Canada Feist với bài hát "1234" và Yael Naïm với bài hát "New Soul".